# Chamant
Pour les articles homonymes, voir Chamant (homonymie) et Saint-Chamant.
Chamant est une commune française située dans le département de l'Oise en région Hauts-de-France.

## Géographie

### Description
Chamant se situe dans le sud du département de l'Oise, dans le Valois, à la lisière sud-est de la forêt d'Halatte, sur l'ancienne route nationale 32, l'actuelle RD 932a, jouxtant au nord-est Senlis.
Il  est traversé par l'autoroute A1, dans un sens nord-est - sud-ouest, à 200 m au sud-est de Balagny-sur-Aunette. Un péage autoroutier se situe par ailleurs à Chamant.
Paris est éloigné de 50 km environ par l'autoroute, et l'aéroport Roissy-Charles-de-Gaulle de 25 km. Chamant est proche de Creil et son agglomération, à 13 km.
Le plus bas de la commune, à 57 m au-dessus du niveau de la mer, à la sortie de l'Aunette du territoire communal. Le point le plus haut, à 116,4 m, est au poteau des Blancs Sablons. Le relief est peu varié en dehors de la nette dépression le long de la vallée de l'Aunette. L'on constate une augmentation progressive de part et d'autre de cet axe nord-est - sud-ouest.
Louis Graves décrivait le territoire communal au début du XIXe siècle comme « traversé du nord-est au sud-ouest, dans sa région moyenne, par la vallée d'Onette. La forêt de Halatte couvre une partie de la région nord ; tout le reste du pays est employé à la production des céréales.
Cette commune peut être considérée comme formée de deux
sections depuis qu'on lui a réuni celle de Balagny ».

### Communes limitrophes
Avec une superficie de 12 km2, le territoire de Chamant est plus étendu qu'une commune moyenne de l'Oise, qui ne fait que 8,46 km2, mais est pour moitié plus petit que celui de Senlis, qui fait 24,05 km2.
Ainsi, bien que Senlis se situe au sud-ouest de Chamant, les deux communes se côtoient sur 7,8 km2, soit 46 % environ de la circonférence de Chamant. De ce fait, Senlis est limitrophe aussi bien au nord et au sud qu'à l'ouest. Par contre, Villers-Saint-Frambourg ne touche à Chamant que sur moins de 1 100 m, et Barbery sur moins de 1 400 m. Au poteau des Blancs-Sablons en forêt d'Halatte, à l'extrémité nord-ouest du territoire communal, quatre communes se rencontrent : Senlis, Chamant, Villers-Saint-Frambourg et Fleurines, sans que cette dernière commune soit toutefois limitrophe de Chamant.
Une autre particularité est à signaler : la forêt communale de Chamant, au sud du temple gallo-romain de la forêt d'Halatte, est située sur le territoire d'Ognon.
|        |         | Villers-Saint-Frambourg Ognon |
|        | Chamant | Barbery                       |
| Senlis |         | Mont-l'Évêque                 |

### Hydrographie

#### Réseau hydrographique
La commune est située dans le bassin Seine-Normandie. Elle est drainée par l'Aunette,.
L'Aunette, d'une longueur de 14 km, prend sa source dans la commune de Rully et se jette  dans la Nonette à Senlis, après avoir traversé six communes. Il est presque entièrement situé sur des propriétés privés inaccessibles au public, et ne peut être aperçu que depuis les ponts. Seul à l'ouest du vieux pont de Chamant, un sentier permet de découvrir l'Aunette sur une petite distance.

L'Aunette
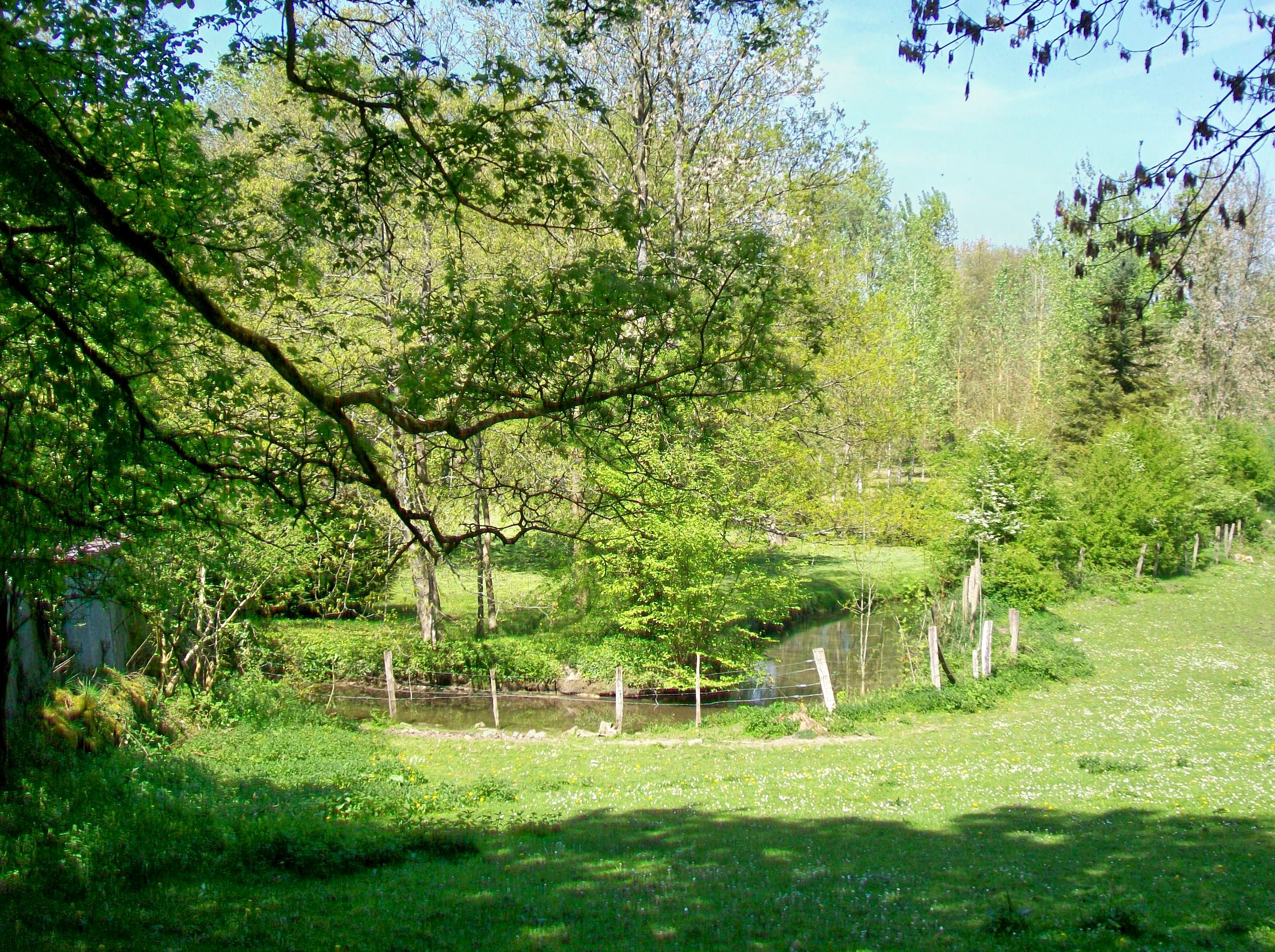
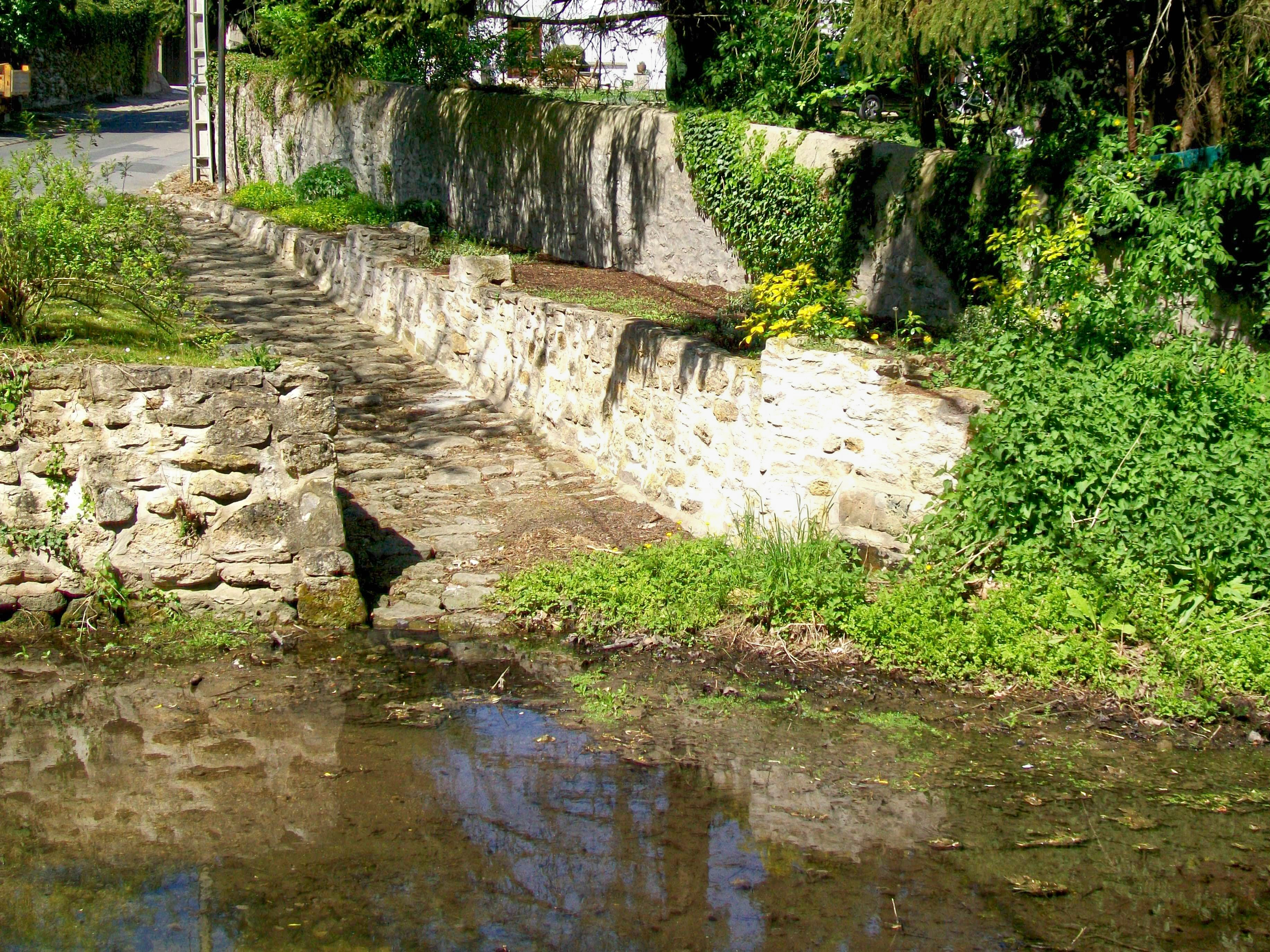
Le vieux gué-abreuvoir sur l'Aunette, à côté du pont.

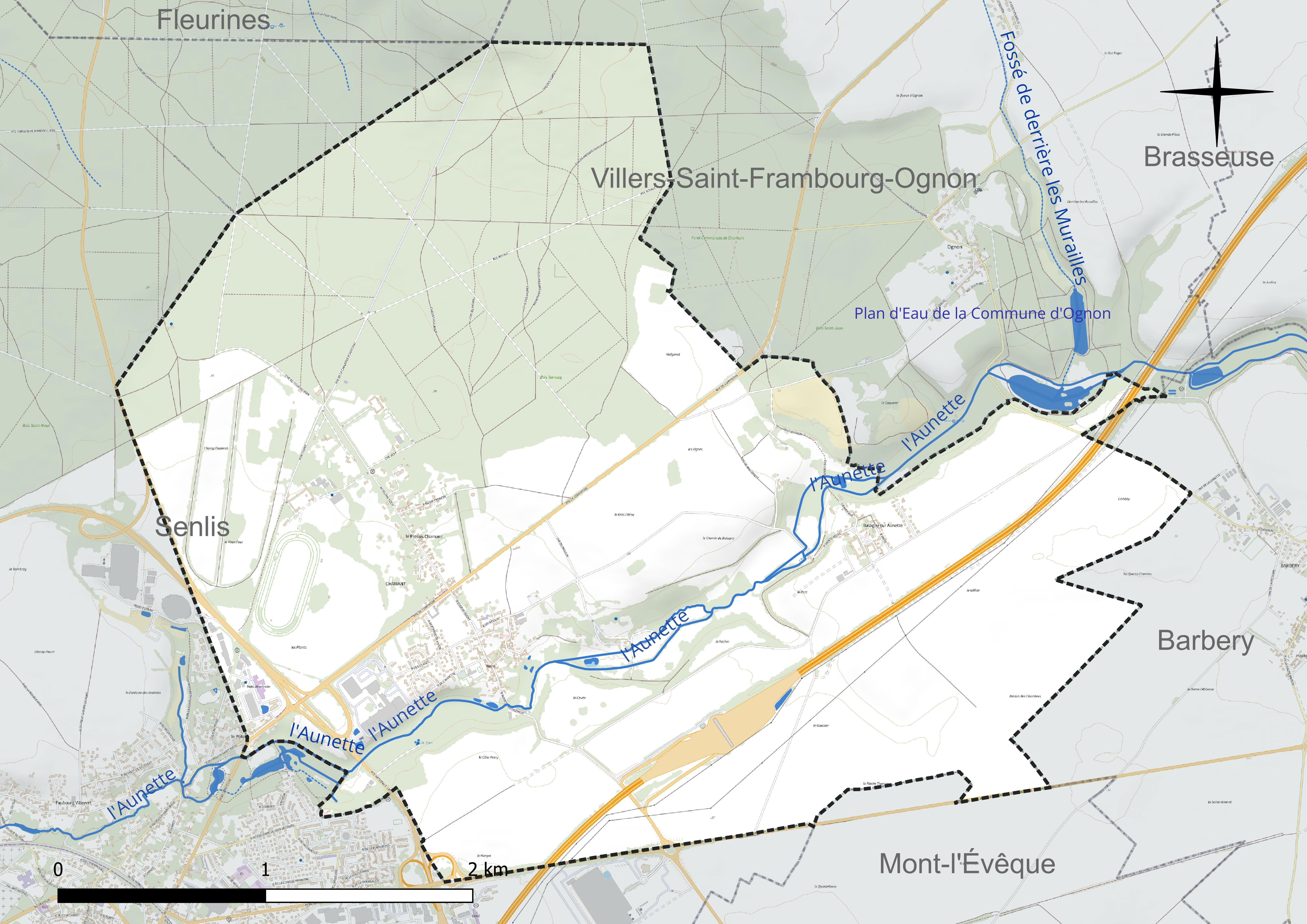
Réseau hydrographique de Chamant.

#### Gestion et qualité des eaux
Le territoire communal est couvert par le schéma d'aménagement et de gestion des eaux (SAGE) « Sensée ». Ce document de planification concerne un territoire de 413 km2 de superficie, délimité par le bassin versant de la Nonette et de ses deux principaux affluents, la Launette et l'Aunette. Le périmètre a été arrêté le 3 avril 1998 et le SAGE proprement dit a été approuvé le 28 juin 2006, puis révisé le 15 décembre 2015. La structure porteuse de l'élaboration et de la mise en œuvre est le syndicat Interdépartemental du SAGE de la Nonette.
La qualité des cours d'eau peut être consultée sur un site dédié géré par les agences de l'eau et l'Agence française pour la biodiversité.

### Climat
Pour des articles plus généraux, voir Climat des Hauts-de-France et Climat de l'Oise.
En 2010, le climat de la commune est de type climat océanique dégradé des plaines du Centre et du Nord, selon une étude du CNRS s'appuyant sur une série de données couvrant la période 1971-2000. En 2020, Météo-France publie une typologie des climats de la France métropolitaine dans laquelle la commune est dans une zone de transition entre le climat océanique et le climat océanique altéré et est dans la région climatique Nord-est du bassin Parisien, caractérisée par un ensoleillement médiocre, une pluviométrie moyenne régulièrement répartie au cours de l'année et un hiver froid (3 °C).
Pour la période 1971-2000, la température annuelle moyenne est de 10,8 °C, avec une amplitude thermique annuelle de 14,9 °C. Le cumul annuel moyen de précipitations est de 676 mm, avec 10,4 jours de précipitations en janvier et 7,9 jours en juillet. Pour la période 1991-2020, la température moyenne annuelle observée sur la station météorologique la plus proche, située sur la commune de Creil à 10 km à vol d'oiseau, est de 11,2 °C et le cumul annuel moyen de précipitations est de 662,2 mm,. Pour l'avenir, les paramètres climatiques de la commune estimés pour 2050 selon différents scénarios d'émission de gaz à effet de serre sont consultables sur un site dédié publié par Météo-France en novembre 2022.

### Milieux naturels et biodiversité
La RD 932a se présente encore sous la forme d'une allée, structurant positivement le paysage[réf. souhaitée]. Plus d'un tiers du territoire de Chamant est occupé par la Forêt d'Halatte, et les petits bois privés sont nombreux. Ils se trouvent notamment sur le terrain des deux haras du Plessis-Chamant et dans la vallée de l'Aunette. Par contre, au-delà de l'autoroute, la nature du paysage change radicalement : Les grandes surfaces agricoles n'y laissent pas la place aux arbres.
Chamant était situé dans le parc naturel régional Oise-Pays de France, qu'elle quitte en 2019.
La zone naturelle d'intérêt écologique, faunistique et floristique (ZNIEFF) type 1 numéro national 220005064 « Massif forestier d'Halatte » couvre à Chamant la forêt d'Halatte et un bois privé au nord du Plessis-Chamant. Sur la commune, la zone protégée au titre de la ZNIEFF correspond au site naturel classé de la forêt d'Halatte et de ses glacis agricoles (classement par décret du 5 août 1993).
En outre, l'ensemble de la commune de Chamant fait partie du site naturel inscrit de la vallée de la Nonette (inscription par décret du 6 février 1970). Ce site inscrit a préfiguré le parc naturel régional, son découpage étant à peu près identique avec la partie du parc située dans l'Oise. Finalement, Chamant compte un site inscrit d'origine plus ancienne, faisant double emploi avec le site inscrit de la vallée de la Nonette. Il s'agit du parc du château de Chamant, inscrit par arrêté du 17 décembre 1948, pour une superficie de 60 ha environ, correspondant au triangle délimité par la chaussée Pontpoint, la RD 932a et l'avenue du Maréchal-Foch. Cette protection n'a pas empêché la démolition du château du Plessis-Chamant en 1960. Propriété privée, le site n'est pas accessible au public.

## Urbanisme

### Typologie
Au 1er janvier 2024, Chamant est catégorisée ceinture urbaine, selon la nouvelle grille communale de densité à sept niveaux définie par l'Insee en 2022.
Elle appartient à l'unité urbaine de Senlis, une agglomération intra-départementale regroupant deux  communes, dont elle est une commune de la banlieue,,. Par ailleurs la commune fait partie de l'aire d'attraction de Paris, dont elle est une commune de la couronne,.

### Occupation des sols
L'occupation des sols de la commune, telle qu'elle ressort de la base de données européenne d'occupation biophysique des sols Corine Land Cover (CLC), est marquée par l'importance des territoires agricoles (47,1 % en 2018), en augmentation par rapport à 1990 (42,6 %). La répartition détaillée en 2018 est la suivante : 
terres arables (41,3 %), forêts (35,1 %), zones industrielles ou commerciales et réseaux de communication (5,9 %), espaces verts artificialisés, non agricoles (5,8 %), prairies (5,8 %), zones urbanisées (4,8 %), milieux à végétation arbustive et/ou herbacée (1,4 %). L'évolution de l'occupation des sols de la commune et de ses infrastructures peut être observée sur les différentes représentations cartographiques du territoire : la carte de Cassini (XVIIIe siècle), la carte d'état-major (1820-1866) et les cartes ou photos aériennes de l'IGN pour la période actuelle (1950 à aujourd'hui).

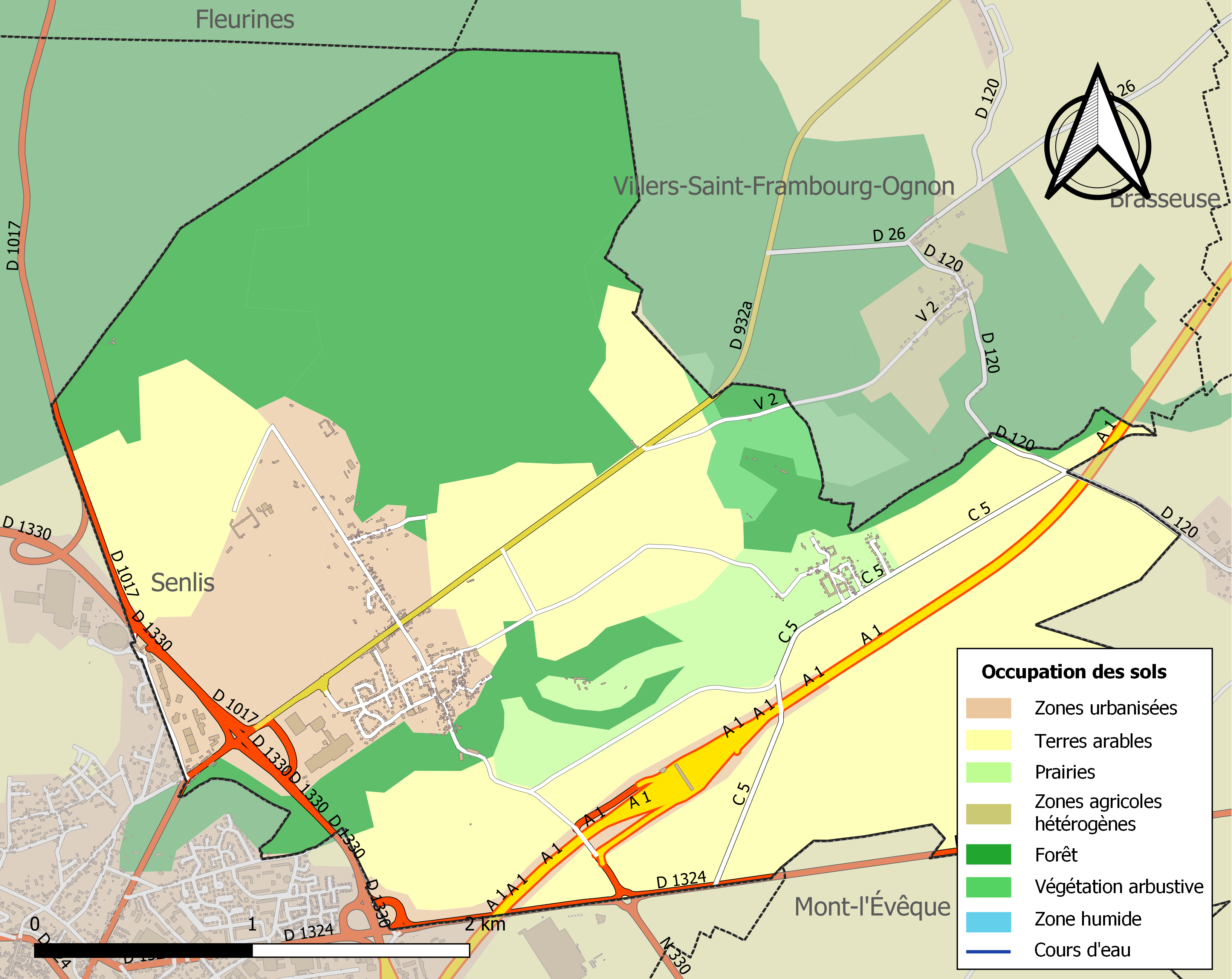
Carte des infrastructures et de l'occupation des sols de la commune en 2018 (CLC).

### Lieux-dits, hameaux et écarts

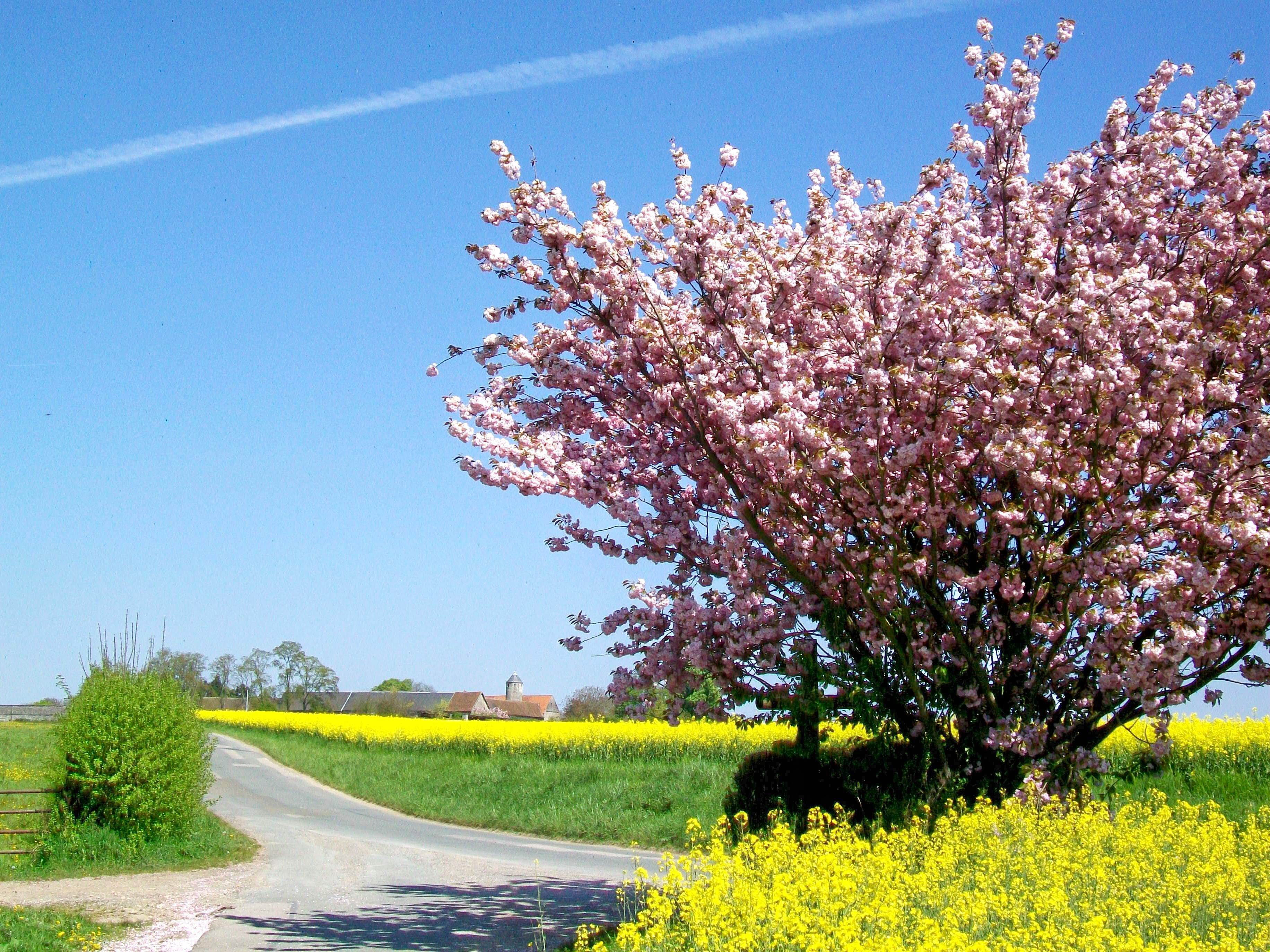
Vue sur Balagny-sur-Aunette depuis le chemin rural no 19 en direction de Chamant.

La commune de Chamant se compose du bourg ainsi que de trois hameaux : le Poteau, à la sortie de Senlis sur la RD 932a, le Plessis-Chamant, entre le bourg et la lisière de la forêt d'Halatte et Balagny-sur-Aunette, au nord-est.
Le hameau de Malgenest a disparu et ne reste plus qu'un lieu-dit à mi-chemin entre Chamant et Ognon.

### Habitat et logement
En 2018, le nombre total de logements dans la commune était de 458, alors qu'il était de 432 en 2013 et de 413 en 2008.
Parmi ces logements, 84,9 % étaient des résidences principales, 8,1 % des résidences secondaires et 7 % des logements vacants. Ces logements étaient pour 81,7 % d'entre eux des maisons individuelles et pour 17,2 % des appartements.
Le tableau ci-dessous présente la typologie des logements à Chamant en 2018 en comparaison avec celle de l'Oise et de la France entière. Une caractéristique marquante du parc de logements est ainsi une proportion de résidences secondaires et logements occasionnels (8,1 %) supérieure à celle du département (2,5 %) et à celle de la France entière (9,7 %). Concernant le statut d'occupation de ces logements, 72,5 % des habitants de la commune sont propriétaires de leur logement (73,8 % en 2013), contre 61,4 % pour l'Oise et 57,5 pour la France entière.
| Typologie                                               | Chamant | Oise | France entière |
| ------------------------------------------------------- | ------- | ---- | -------------- |
| Résidences principales (en %)                           | 84,9    | 90,4 | 82,1           |
| Résidences secondaires et logements occasionnels (en %) | 8,1     | 2,5  | 9,7            |
| Logements vacants (en %)                                | 7       | 7,1  | 8,2            |

### Voies de communication et transports

#### Voies de communication
Chamant, limitrophe de Senlis, bénéficie de son réseau routier.
La sortie la plus proche de l'Autoroute A1, qui traverse la commune, est la sortie no 8 située pour partie sur le territoire de Chamant.
Chamant est desservie par le tracé initial de l'ancienne RN 32 (actuelle RD 932A) qui relie Senlis à Compiègne et Noyon.
L'ancienne RN 324 (actuelle RD 1324) Senlis - Crépy-en-Valois constitue la limite sud de la commune pendant 1 600 m, et l'ancienne  RN 17 (actuelle RD 1017) constitue la limite ouest de la commune sur 1 050 m.

#### Transports en commun
Chamant ne dispose pas de gare.
La commune est desservie, en 2023, par les lignes 641 et 6221 du réseau interurbain de l'Oise.

## Toponymie
La localité a été désignée comme de Camano villa (Xe) ; apud villam Camante (1129) ; Camante villa (1129) ; Camant (1129) ; Chament (1130) ; molendinum de Camant (1131) ; Chaman (1180) ; Chamantum (1182) ; ecclesiam de Chamanto (1182) ; de Chamento (1270) ; Camentum (1370) ; Chamentum (1370) ; Chamans (vers 1520) ; de Chamanto (XVIe) ; Chamont (1667) ; Chamant (1840).

## Histoire
Selon Louis Graves, « Chamant était une des paroisses primitives de l'évêché de Senlis. Quelques auteurs l'ont prise pour le lieu appelé Chanaan  (Charma) dans la vie de saint Rieul où il est dit que ce saint, venant à Beauvais, s'arrêta lorsqu'il apprit le martyre de saint Lucien ; mais cette opinion, fondée sur la ressemblance des noms, est dépourvue de preuves. Chamant n'est nullement dans la direction de Senlis à Beauvais, et se trouve éloigné de l'Oise, tandis que Chanaan en était voisin.

L'évêque de Senlis avait la seigneurie 

L'église était une de celles dont le patronage fut confirmé au chapitre cathédral par la bulle du pape Luce III donnée le 2 juillet 1182 à Velletri.

Le clergé de Senlis y venait quelquefois en procession dans les occasions critiques. Le dimanche après l'Assomption de l'année 1592, l'évêque Jean Dieudonné s'y rendit solennellement accompagné du chapitre, des collégiales, des ordres religieux et de toutes les paroisses; on y porta les châsses de saint Rieul, de saint Prothais et de saint Frambourg ; elles furent exposées à la vue des fidèles dont le concours était prodigieux, pour obtenir du ciel la guérison du roi Charles VI ».
À la fin de l'épopée napoléonienne, Chamant est pillé en 1815 par les troupes prussiennes
La commune, instituée lors de la Révolution française, a absorbé en 1825 celle de Balagny-sur-Aunette.
En 1841, la commune était propruiétaire d'une école, de deux maisons, d'un lavoir, d'un jeu d'arc ainsi que d'une promenade plantée et dix hectares de rés ou de friches. Deux moulins à eau y étaient exploités. La population vivait de l'agriculture.
Au début du XXe siècle est créé à côté de hippodrome Senlis Horse Race Course un terrain d'aviation.
Durant la Première Guerre mondiale, le terrain d'aviation est utilisé par le Royal Flying Corps de l'armée britannique comme champ d'aviation sous le nom de Senlis Horse Race Course les 30 et 31 août 1914. Chamant est occupé par l'armée allemande du 2 au 10 septembre 1914, puis devient le lieu de cantonnement de troupes françaises en stationnement. Le 2 septembre 1914 a lieu l'exécution d'otages civils, dont le maire de Senlis Eugène Odent.
Durant la Seconde Guerre mondiale, le terrain d'aviation est utilisé par la Luftwaffe comme terrain de desserrement pour les chasseurs de l'aérodrome de Creil, sous le nom de Flugplatz Senlis (no 560). À la fin de la guerre, il accueille le Groupe II / JG 2 (Bf 109 G6) en mai 1944 et le Groupe I / JG 2 (FW 190A-8) du 6 juin  au 8 juillet puis du 13 au 15 août 1944.
Le 12 août 1944, vers 11 h 30, le terrain d'aviation, la ville et Senlis sont bombardés par des Boeing B-17 Flying Fortress alliés.
La ville a été décorée de la Croix de guerre 1939-1945 le 11 novembre 1948, avec étoile de bronze. La citation à l'ordre de la brigade indique « Population laborieuse et patriote ; malgré le danger suscité par la présence, dans le centre de l'agglomération, d'un terrain d'aviation comptant 50 chasseurs bombardiers, un important dépôt de carburant, et trois bombardements précurseurs, a conservé calme et sang-froid, confiante en la victoire. S'est portée spontanément, au mépris du danger, le 12 août 1944, au secours des victimes du bombardement qui fit 12 tués et 12 blessés graves ».

## Politique et administration

### Rattachements administratifs et électoraux
La commune se trouve dans l'arrondissement de Senlis du département du Oise. Pour l'élection des députés, elle fait partie de la quatrième circonscription de l'Oise.
Elle fait partie depuis 1801 du canton de Senlis. Dans le cadre du redécoupage cantonal de 2014 en France, Chamant reste intégrée à ce canton, dont le nombre de communes est réduit de 17 à 14 communes.

### Intercommunalité
Jusqu'au début de l'année 2009, la commune appartenait à la communauté de communes du Pays de Senlis qui regroupait 19 collectivités.
À la suite de désaccords profonds entre élus des communes membres, le préfet a décidé de dissoudre l'intercommunalité le 30 avril 2009.
Il autorise la création : 

- de la Communauté de communes des Trois Forêts (CC3F) avec les 5 communes de Senlis, Aumont-en-Halatte, Courteuil, Chamant et Fleurines.

- de la communauté de communes Cœur Sud Oise (CCCSO), regroupant treize communes et dont le siège était à Ognon, l'une des plus petites de l'intercommunalité.
Dans le cadre des dispositions de la loi portant nouvelle organisation territoriale de la République (Loi NOTRe) du 7 août 2015, qui prévoit que les établissements publics de coopération intercommunale (EPCI) à fiscalité propre doivent avoir un minimum de 15 000 habitants,, le schéma départemental de coopération intercommunale approuvé par le préfet de l'Oise le 24 mars 2016 prévoit notamment la fusion de la communauté de communes des Trois Forêts et de la communauté de communes Cœur Sud Oise.
Après consultation des conseils municipaux et communautaires concernés, la nouvelle intercommunalité, recréant de fait l'ancienne communauté de communes du Pays de Senlis (sans Orry-la-Ville), dont la scission en 2010 avait créée ces deux intercommunalités, est constituée au 1er janvier 2017 par un arrêté préfectoral du 14 novembre 2016  sous le nom de communauté de communes Senlis Sud Oise, dont la commune est désormais membre.

### Liste des maires
| Période                                  | Période                       | Identité                        | Étiquette | Qualité |
| ---------------------------------------- | ----------------------------- | ------------------------------- | --------- | --- |
| Les données manquantes sont à compléter. |                               |                                 |           | |
| 1832                                     | 1837                          | Jean-Baptiste Stanislas Mocquet |           | |
| 1837                                     | 1848                          | Marie Alexandre Baillot         |           | |
| 1848                                     | 1854                          | Jean-Marie Rieul Pelbois        |           | |
| 1854                                     | 1860                          | Pierre Joachim Lefèvre          |           | |
| 1860                                     | 1878                          | Julien Stanislas Moquet         |           | |
| 1878                                     | 1881                          | Victoire Antoine Leroy          |           | |
| 1881                                     | 1884                          | Julien Stanislas Moquet         |           | |
| 1884                                     | 1894                          | Eugène André Troncin            |           | |
| 1894                                     | 1899                          | Bertrand de Valon               |           | Veneur |
| 1899                                     | 1904                          | Charles-Léon Langlois           |           | |
| 1904                                     | 1906                          | Bertrand de Valon               |           | Veneur |
| 1906                                     | 1924                          | André Edouard Troncin           |           | |
| 1924                                     | 1929                          | Julien Cossin                   |           | |
| 1929                                     | 1941                          | André Edouard Troncin           |           | |
| 1941                                     | 1944                          | Louis Gauthier                  |           | |
| 1944                                     | 1959                          | René Frelet                     |           | |
| 1959                                     | 1981                          | Alain de Rothschild             |           | Banquier |
| 1981                                     | 1982                          | Georges Lezier                  |           | |
| 1982                                     | 1995                          | Jacques Bataille                |           | |
| 1997                                     | 2008                          | Denis Massion                   | UMP       | Retraité |
| mars 2008                                | En cours (au 29 janvier 2022) | Philippe Charrier               | SE        | Expert assurance Président de la CC des Trois Forêts (2008 → 2014) Président (2018 → 2020) puis vice-président (2020 → ) de la CC Senlis Sud Oise Réélu pour le mandat 2020-2026, |

## Équipements et services publics

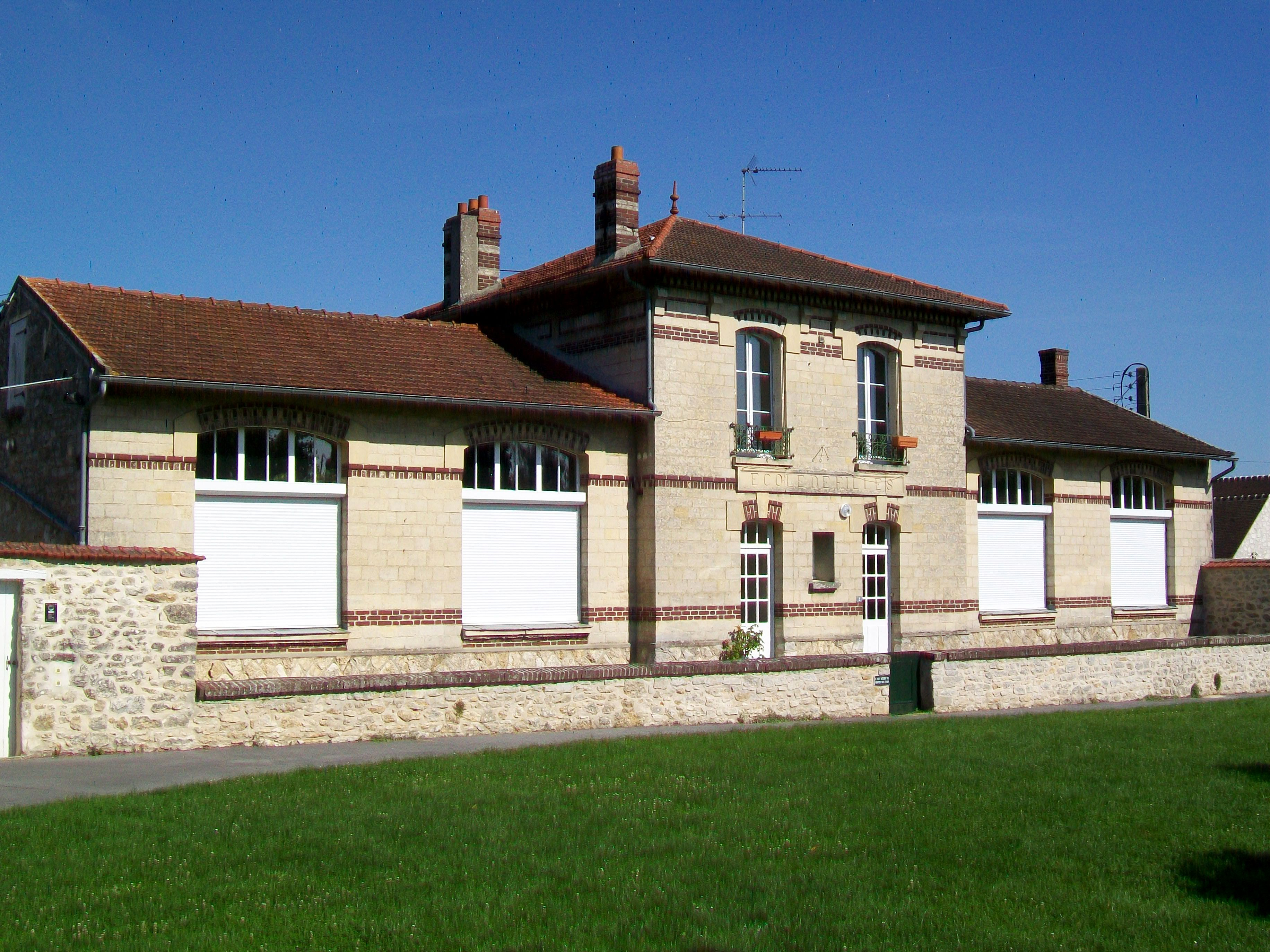
L'école en 2011.

### Santé
Le Pôle Oise Santé (POS) est implanté dans la zone du Poteau, et comprend depuis 2016 un centre d'ophtalmologie et, depuis 2019, les cabinets de plusieurs médecins et professionnels de santé.

## Population et société

### Démographie

#### Évolution démographique
L'évolution du nombre d'habitants est connue à travers les recensements de la population effectués dans la commune depuis 1793. Pour les communes de moins de 10 000 habitants, une enquête de recensement portant sur toute la population est réalisée tous les cinq ans, les populations de référence des années intermédiaires étant quant à elles estimées par interpolation ou extrapolation. Pour la commune, le premier recensement exhaustif entrant dans le cadre du nouveau dispositif a été réalisé en 2007.

En 2022, la commune comptait 1 037 habitants, en évolution de +14,08 % par rapport à 2016 (Oise : +0,87 %, France hors Mayotte : +2,11 %).
| 1793 | 1800 | 1806 | 1821 | 1831 | 1836 | 1841 | 1846 | 1851 |
| ---- | ---- | ---- | ---- | ---- | ---- | ---- | ---- | ---- |
| 264  | 372  | 409  | 298  | 479  | 449  | 423  | 427  | 468  |

| 1856 | 1861 | 1866 | 1872 | 1876 | 1881 | 1886 | 1891 | 1896 |
| ---- | ---- | ---- | ---- | ---- | ---- | ---- | ---- | ---- |
| 478  | 471  | 440  | 480  | 567  | 615  | 628  | 593  | 672  |

| 1901 | 1906 | 1911 | 1921 | 1926 | 1931 | 1936 | 1946 | 1954 |
| ---- | ---- | ---- | ---- | ---- | ---- | ---- | ---- | ---- |
| 616  | 533  | 479  | 523  | 514  | 450  | 514  | 473  | 551  |

| 1962 | 1968 | 1975 | 1982 | 1990 | 1999 | 2006 | 2007 | 2012 |
| ---- | ---- | ---- | ---- | ---- | ---- | ---- | ---- | ---- |
| 590  | 619  | 720  | 665  | 953  | 957  | 929  | 925  | 920  |

| 2017 | 2022  | - | - | - | - | - | - | - |
| ---- | ----- | - | - | - | - | - | - | - |
| 910  | 1 037 | - | - | - | - | - | - | - |

#### Pyramide des âges
La population de la commune est relativement jeune.
En 2018, le taux de personnes d'un âge inférieur à 30 ans s'élève à 32,7 %, soit en dessous de la moyenne départementale (37,3 %). À l'inverse, le taux de personnes d'âge supérieur à 60 ans est de 27,2 % la même année, alors qu'il est de 22,8 % au niveau départemental.
En 2018, la commune comptait 462 hommes pour 448 femmes, soit un taux de 50,77 % d'hommes, légèrement supérieur au taux départemental (48,89 %).
Les pyramides des âges de la commune et du département s'établissent comme suit.
| Hommes | Classe d’âge | Femmes |
| ------ | ------------ | ------ |
| 0,2    | 90 ou +      | 1,1    |
| 6,3    | 75-89 ans    | 7,7    |
| 18,8   | 60-74 ans    | 20,2   |
| 20,4   | 45-59 ans    | 23,0   |
| 19,2   | 30-44 ans    | 17,7   |
| 13,0   | 15-29 ans    | 11,6   |
| 22,1   | 0-14 ans     | 18,6   |

| Hommes | Classe d’âge | Femmes |
| ------ | ------------ | ------ |
| 0,5    | 90 ou +      | 1,4    |
| 5,5    | 75-89 ans    | 7,6    |
| 15,6   | 60-74 ans    | 16,3   |
| 20,8   | 45-59 ans    | 20     |
| 19,4   | 30-44 ans    | 19,4   |
| 17,6   | 15-29 ans    | 16,2   |
| 20,6   | 0-14 ans     | 19,1   |

## Culture locale et patrimoine

### Lieux et monuments
.

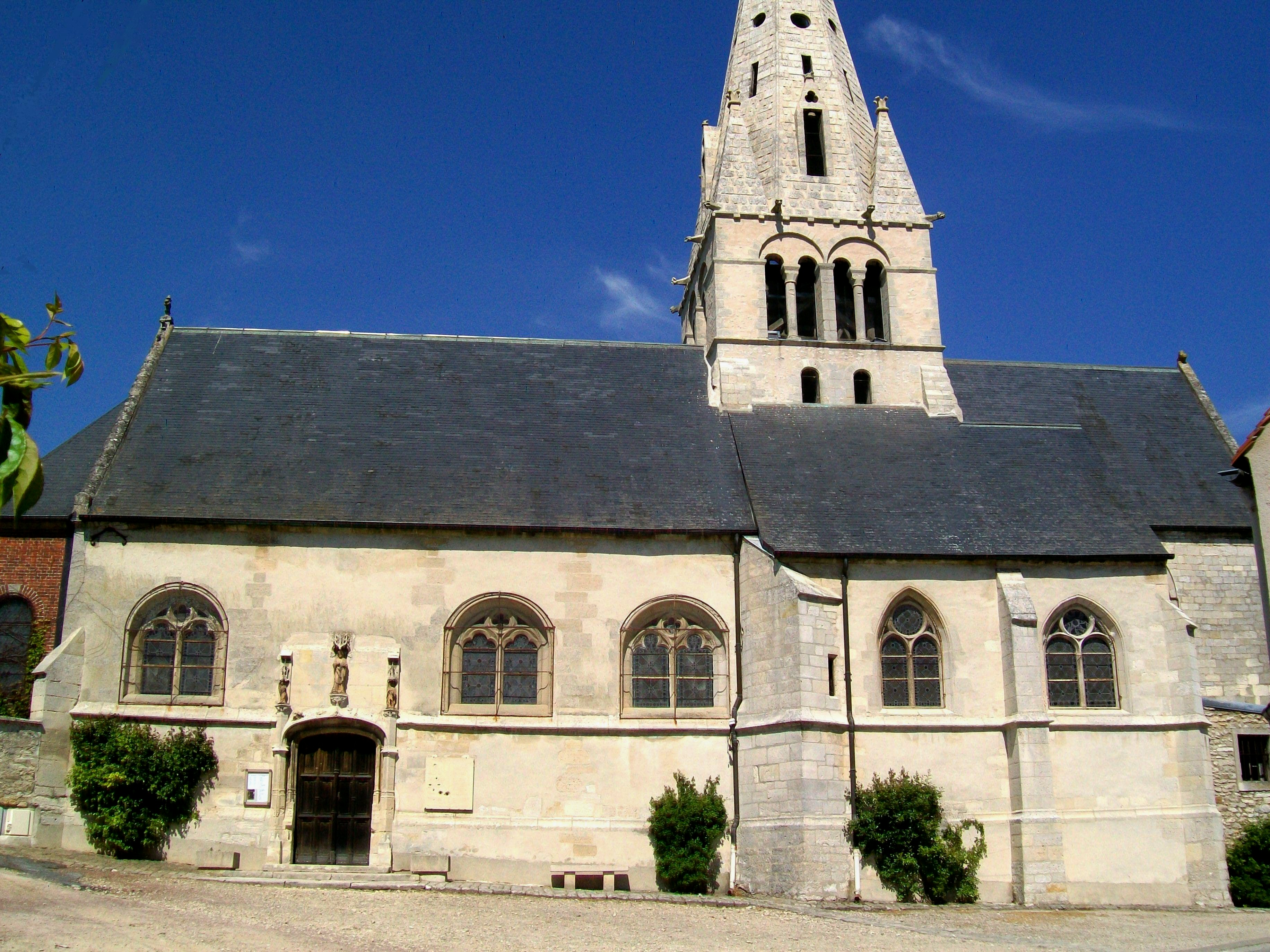
L'église Notre-Dame

Chamant compte trois monuments historiques, dont un au chef-lieu, un à Balagny (les deux églises) et un en forêt d'Halatte ;
- Église Notre-Dame de Chamant, rue de la Baronne-Leonino (classée monument historique en 1921[46]) : son clocher roman a été bâti à la suite de la fondation de la paroisse en 1129. Il a été complété par un flèche octogone en pierre au cours du XIIIe siècle, qui en fait un ensemble remarquable, représentatif des clochers d'Île-de-France. 
Le chœur roman a été remplacé par une construction gothique rayonnant d'une grande simplicité vers 1260 ou quelques décennies après. Ce chœur actuel n'est pas voûté, et son seul ornement sont les trois fenêtres au remplage de type rayonnant tardif. 
Le reste de l'église a été rebâti pendant la première moitié du XVIe siècle. Seulement la chapelle de la Vierge au sud de la base du clocher et du chœur est voûtée d'ogives dès le départ. La nef et son unique collatéral au sud sont à l'origine d'une facture sommaire. 
Entre 1863 et 1877, une restauration discutable financée par Napoléon III apporte un voûtement néogothique, et une décoration intérieure dans le style troubadour. Les seuls éléments authentiquement gothiques flamboyants de la nef et du collatéral sont les grandes arcades et le portail méridional, qui est de belle facture[47],[48]

- Église Sainte-Foy à Balagny-sur-l'Aunette, place Jean-Baptise-Moquet (inscrite monument historique en 1970[49]) : cette église avec sa silhouette ramassée et son petit clocher presque sans ouvertures est en fait incomplète, car ayant perdu sa nef. Le petit édifice est pourtant d'un intérêt archéologique certain. Sa partie la plus ancienne, la première travée du vaisseau central, peut être datée des années 1130. En subsistent des chapiteaux d'une sculpture très fruste, présentant des figures grotesques, des feuilles plates et des fruits d'arum. La voûte d'ogives de cette travée a été reconstruite au XVIe siècle. La seconde travée du vaisseau central constitue le chœur au chevet plat et pourrait remonter au XIIIe siècle, sinon au XIVe siècle, et remplace probablement une abside en hémicycle. Cette travée a été profondément remaniée au XVIe siècle, et un collatéral a été ajouté au nord à la même époque. Le petit clocher au sud de la première travée a été construit au XVIIe ou XVIIIe siècle, et le porche à l'ouest a été ajouté à la même époque[50],[51],[52].

- Château d'eau de Chamant (inscrit monument historique en 1998[53]), en Forêt d'Halatte : Il s'agit du seul château d'eau métallique du Nord de la France, construit en 1895, sans doute par un élève de Gustave Eiffel, pour alimenter les écuries de courses d'Albert Menier, industriel chocolatier. D'une hauteur de 30 m, l'ouvrage est surmonté d'un belvédère permettant une vue sur toute la forêt. Depuis l'adduction de l'eau courante à Chamant en 1955, il sert de réservoir pour Chamant et Le Plessis-Chamant, Balagny possédant son propre château d'eau[54].

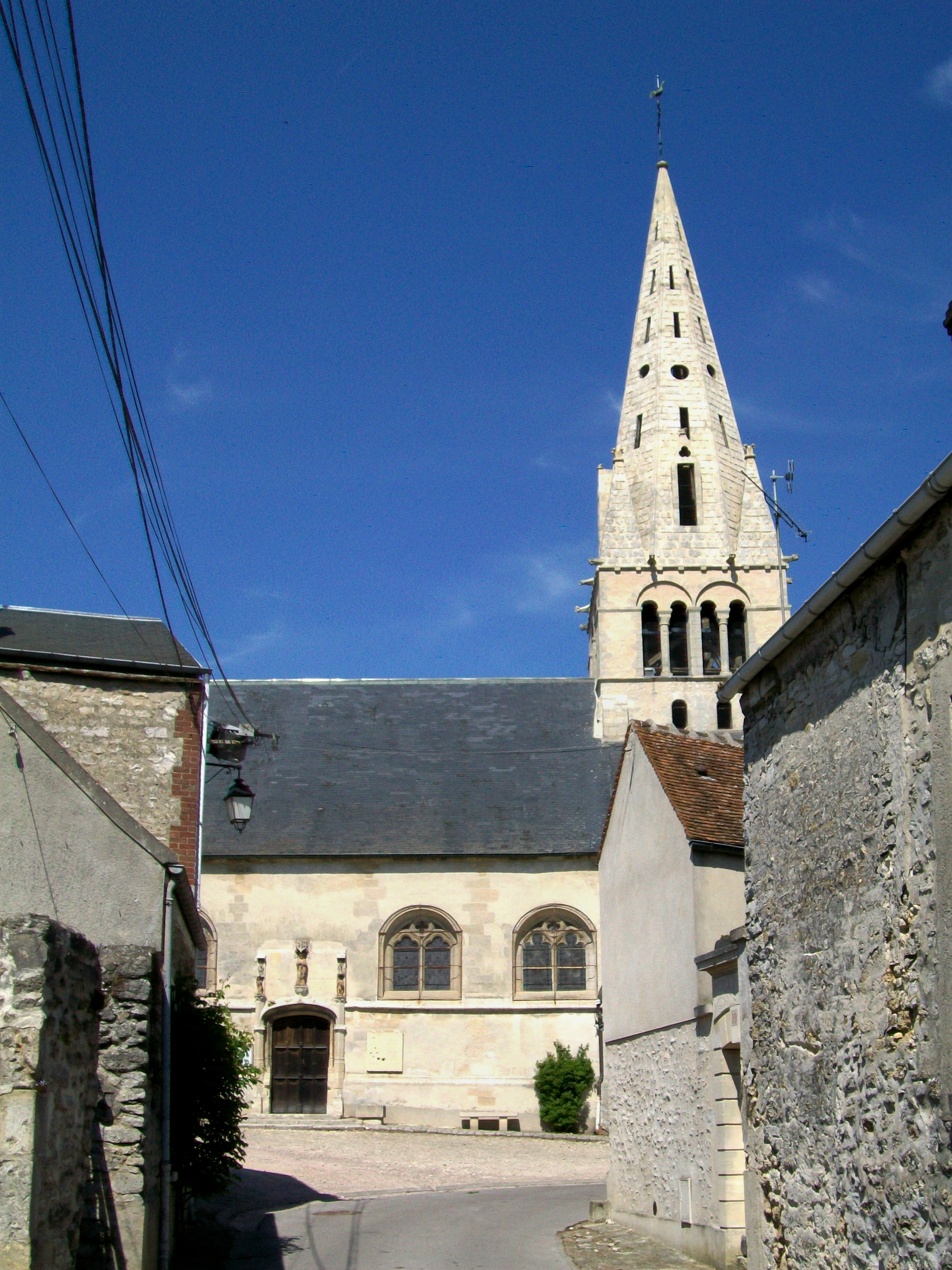
Approche de l'église depuis le sud.
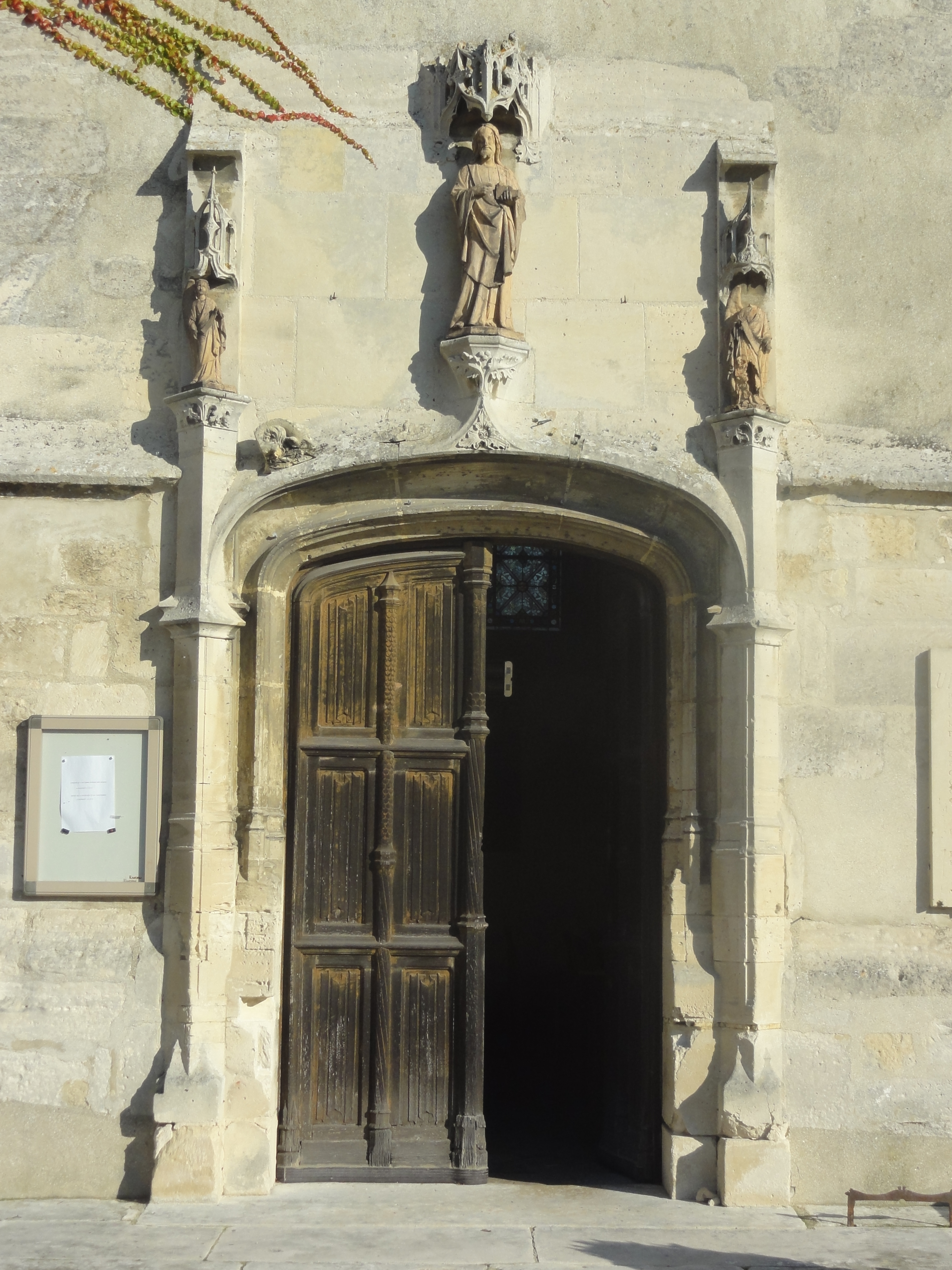
Portail en anse de panier gothique flamboyant.
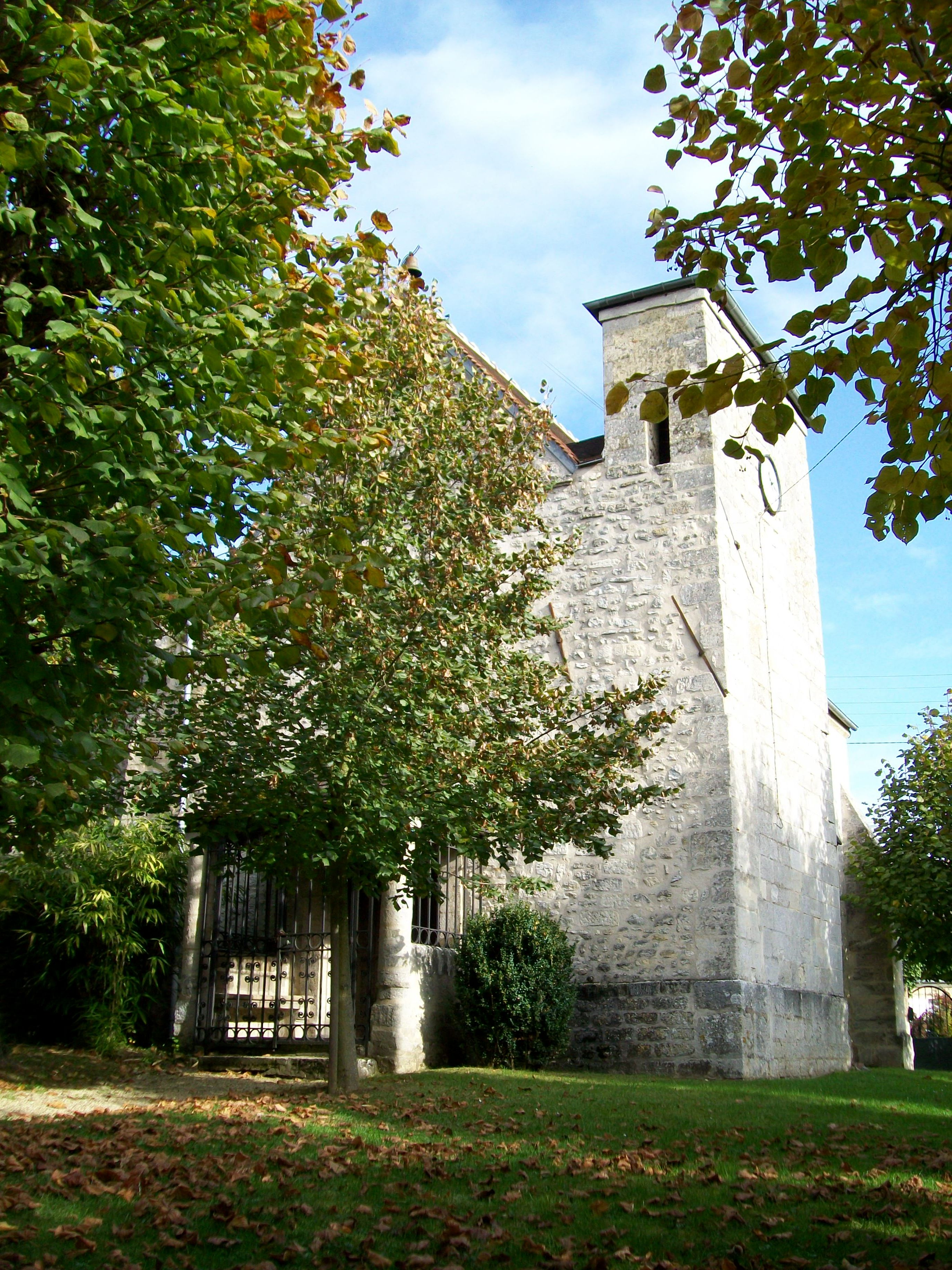
Église Sainte-Foy, façade occidentale.
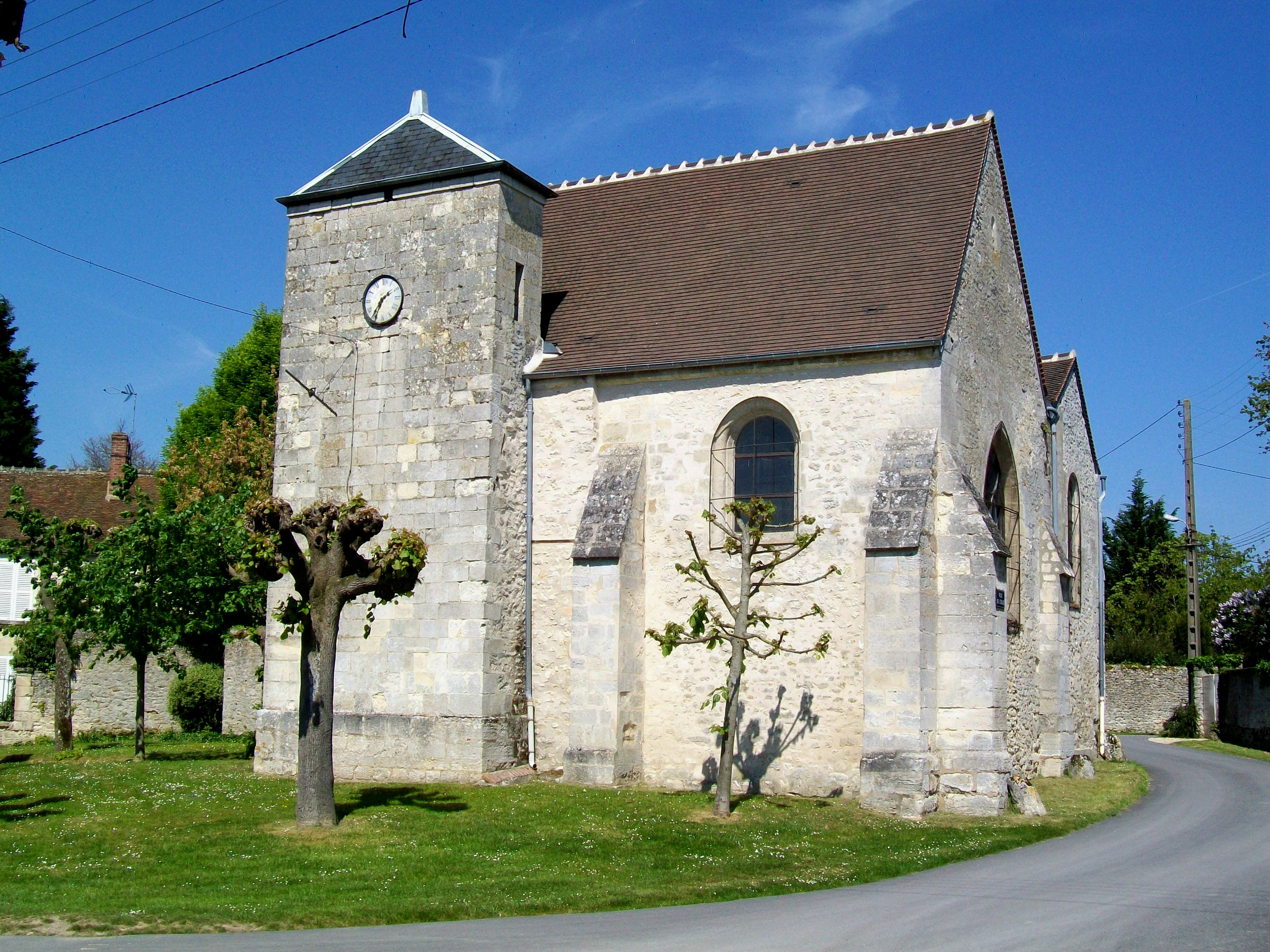
Église Sainte-Foy de Balagny-sur-Aunette.
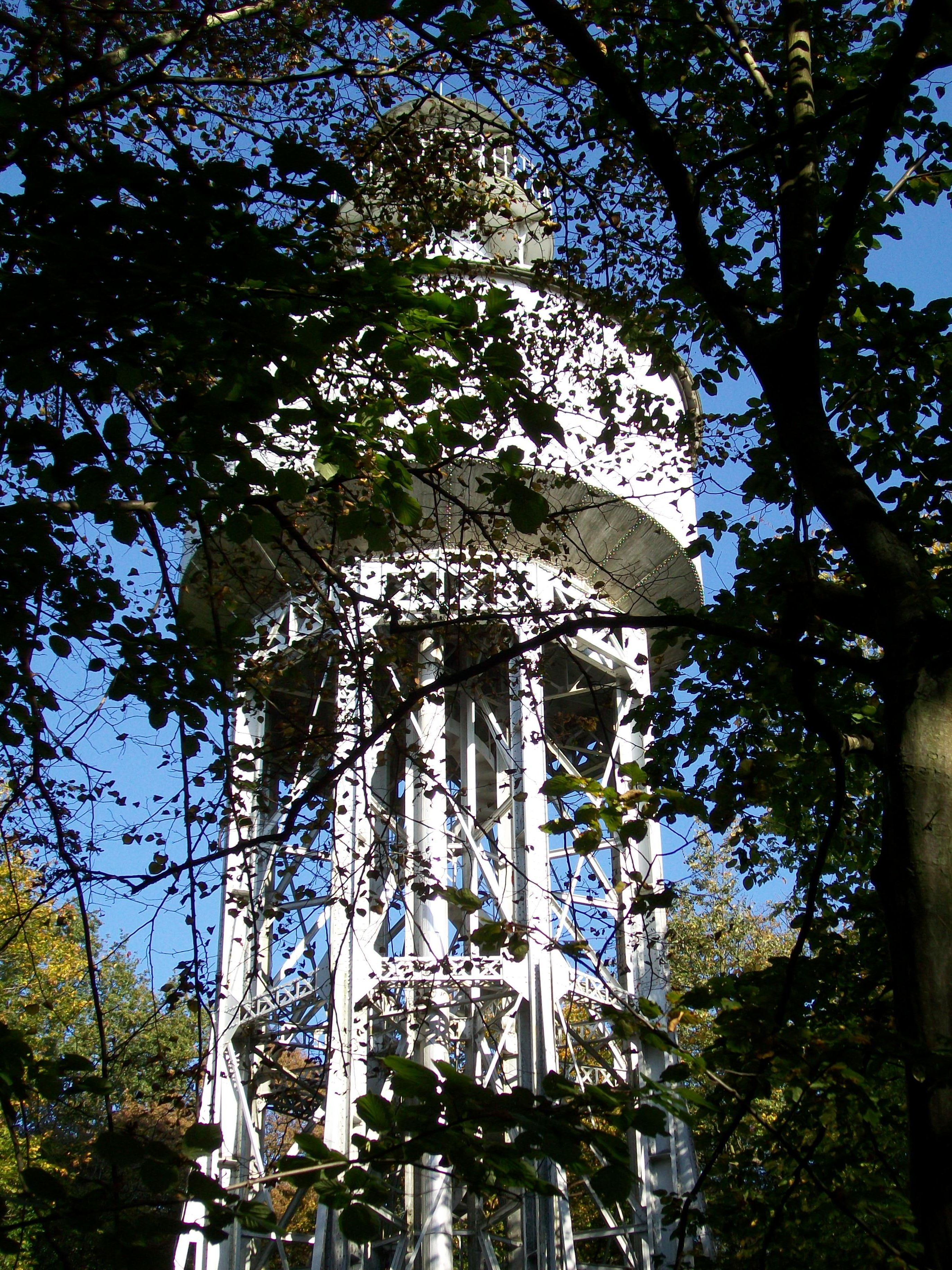
Le château d'eau.

On peut également signaler : 
- Chapelle Notre-Dame-du-Bon-Secours, rue Notre-Dame-du-Bon-Secours à Senlis : la chapelle est située sur le territoire communal de Chamant, mais au quartier Bon Secours de Senlis près du « parc écologique », non directement accessible depuis Chamant. Le chemin rural reliant jadis la chapelle au village, par la vallée de l'Aunette, a été intercepté lors de la construction de la déviation de la RN 330. Par ailleurs, la chapelle n'est historiquement pas liée à Chamant. Elle est issue de la fondation du couvent des capucins par la Reine Margot en 1609, à l'écart de Senlis.

Les établissements religieux y étaient déjà nombreux, si bien que la ville était opposée à l'installation d'un monastère supplémentaire. La chapelle a été construite de 1610 à 1614. En 1624, quand Senlis est victime d'une épidémie de peste pendant laquelle les capucins font preuve d'un grand dévouement. Ils formulent un vœu apparemment exaucé, et la chapelle devient ici l'objet d'un important pèlerinage. En 1642, les religieux parviennent à se loger à l'intérieur de Senlis et quittent les lieux. À partir de 1667, le séminaire de Senlis en devient le propriétaire et le reste jusqu'à sa suppression, à la Révolution française. Le pèlerinage est rétabli en 1859, mais à la fin du XIXe siècle, la chapelle est ruinée. 
Une nouvelle chapelle est ainsi construite en 1894, grâce à un don de la famille Geoffroy habitant Balagny. Seul le modeste chœur à chevet plat de l'ancienne chapelle est conservé. La nef est curieusement disposée perpendiculairement au chœur, et ses extrémités sont disposées en hémicycle. Ses voûtes d'ogives sont inspirées de l'architecture angevine. Comme autres particularités, l'on note une chaire à prêcher extérieure à l'extrémité sud de la nef, et un campanile en bois, coiffé d'une flèche aiguë couverte d'ardoise, se dresse au-dessus du portail d'entrée,,.
- Monument aux morts[57]

- Le monument des otages de Senlis, rue des Otages :  « Passant, arrête-toi et souviens-toi ! Dans ce champ, ont été fusillés par les Allemands le 2 septembre 1914 comme otages de la ville de Senlis : Eugène Odent, maire de Senlis ; Émile Aubert, mégissier ; Jean Barbier, charretier ; Lucien Cottrau, garçon de café ; Pierre Dewerdt, chauffeur ; J.B. Élysée-Pommier, garçon boulanger ; Arthur Rigault, tailleur de pierres ».

Le monument a été élevé le 4 septembre 1927 par souscription publique sous les auspices du Souvenir français,. Il ne se situe pas sur la commune de Senlis, mais à proximité ; aujourd'hui, le lieu d'exécution n'est plus un champ mais une zone pavillonnaire.
- Le haras de Plaisance, au hameau du Plessis-Chamant, avenue du Maréchal-Foch : bâtiments pittoresques agencés autour d'une cour carrée, aux volumes multiples, avec des colombages peints en blanc, au remplissage en brique rouge.
- Calvaire de Chamant, au carrefour de la rue Eugène-Odent avec la rue du Moulin : le crucifix en fer est montée sur une haute colonne monolithique émergeant d'un pupitre pouvant servir d'autel lors de processions.
- Forêt d'Halatte

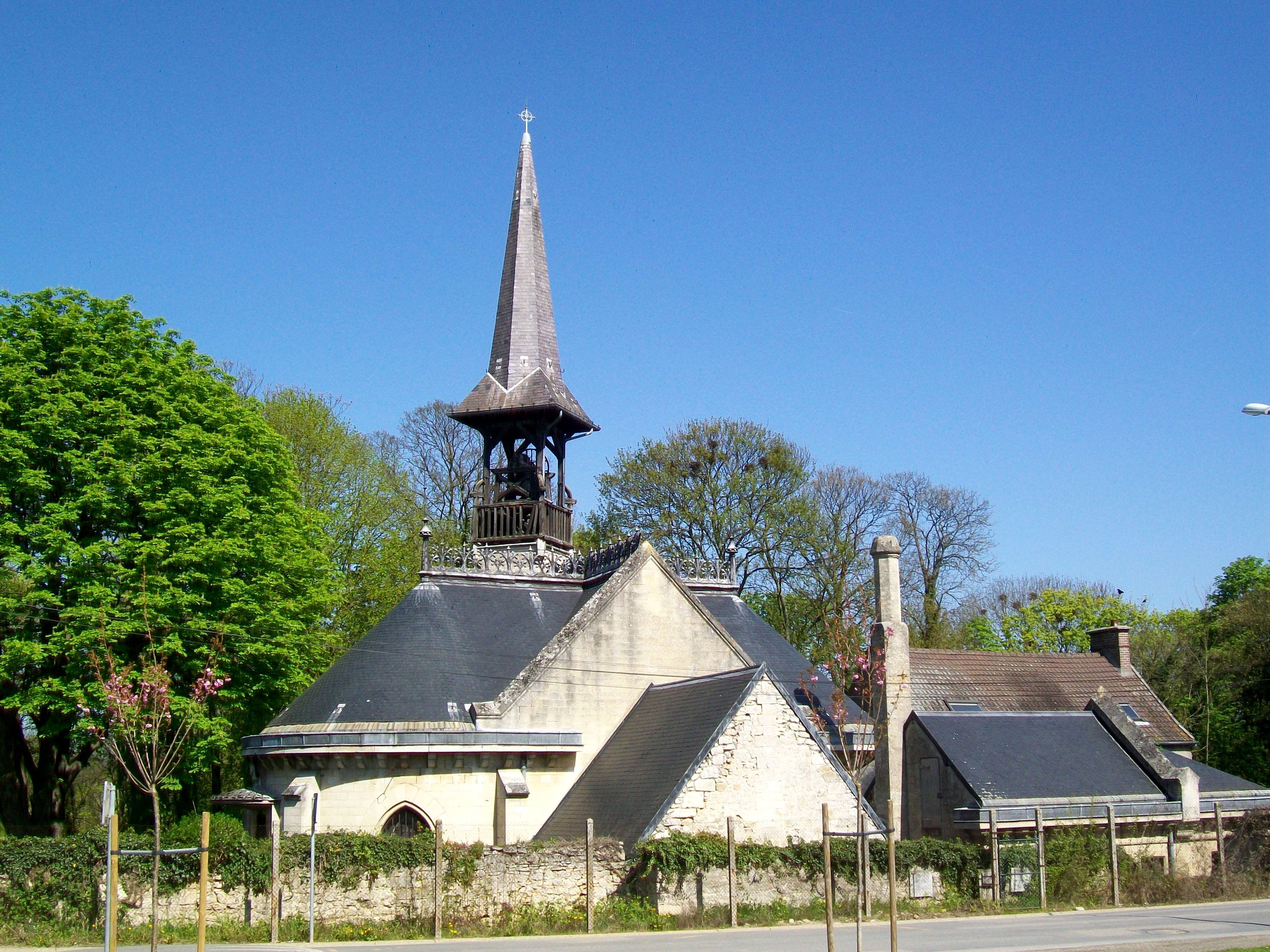
La chapelle Notre-Dame-de-Bon-Secours, face au quartier de Senlis du même nom.
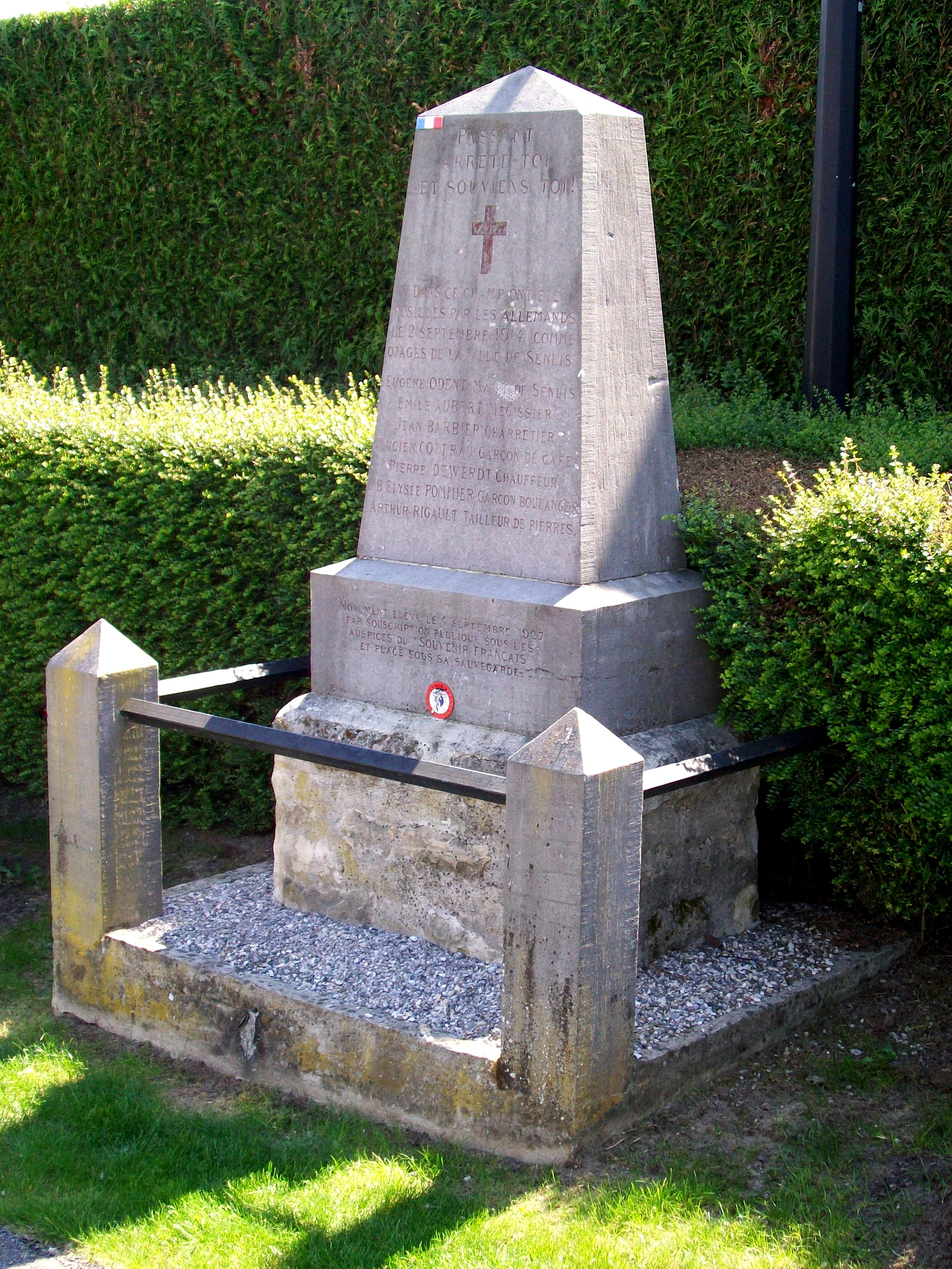
Le monument des otages de Senlis assassinés le 2 septembre 1914.
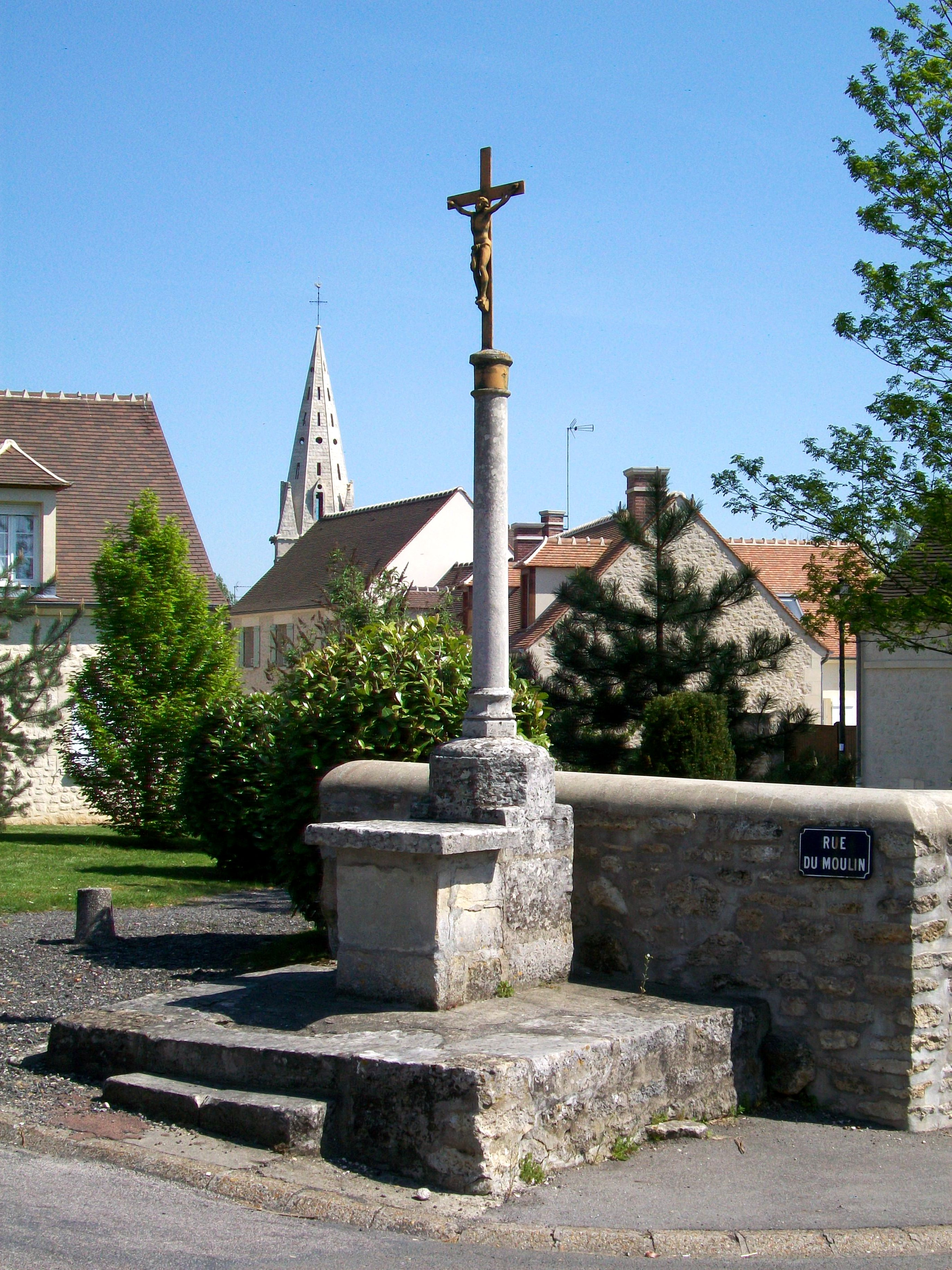
Le calvaire de Chamant, près de l'école.
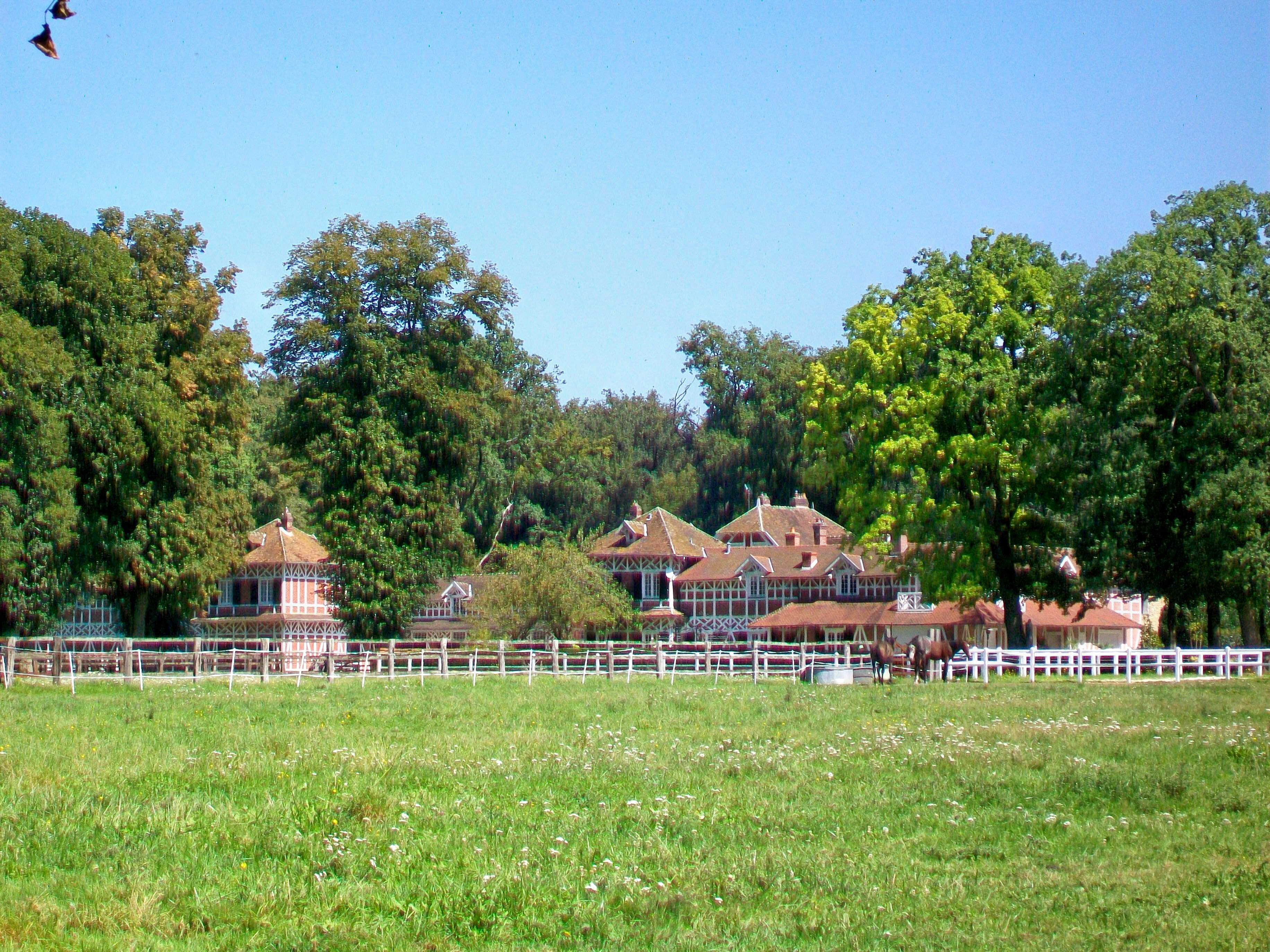
Le haras de Plaisance, au Plessis-Chamant.
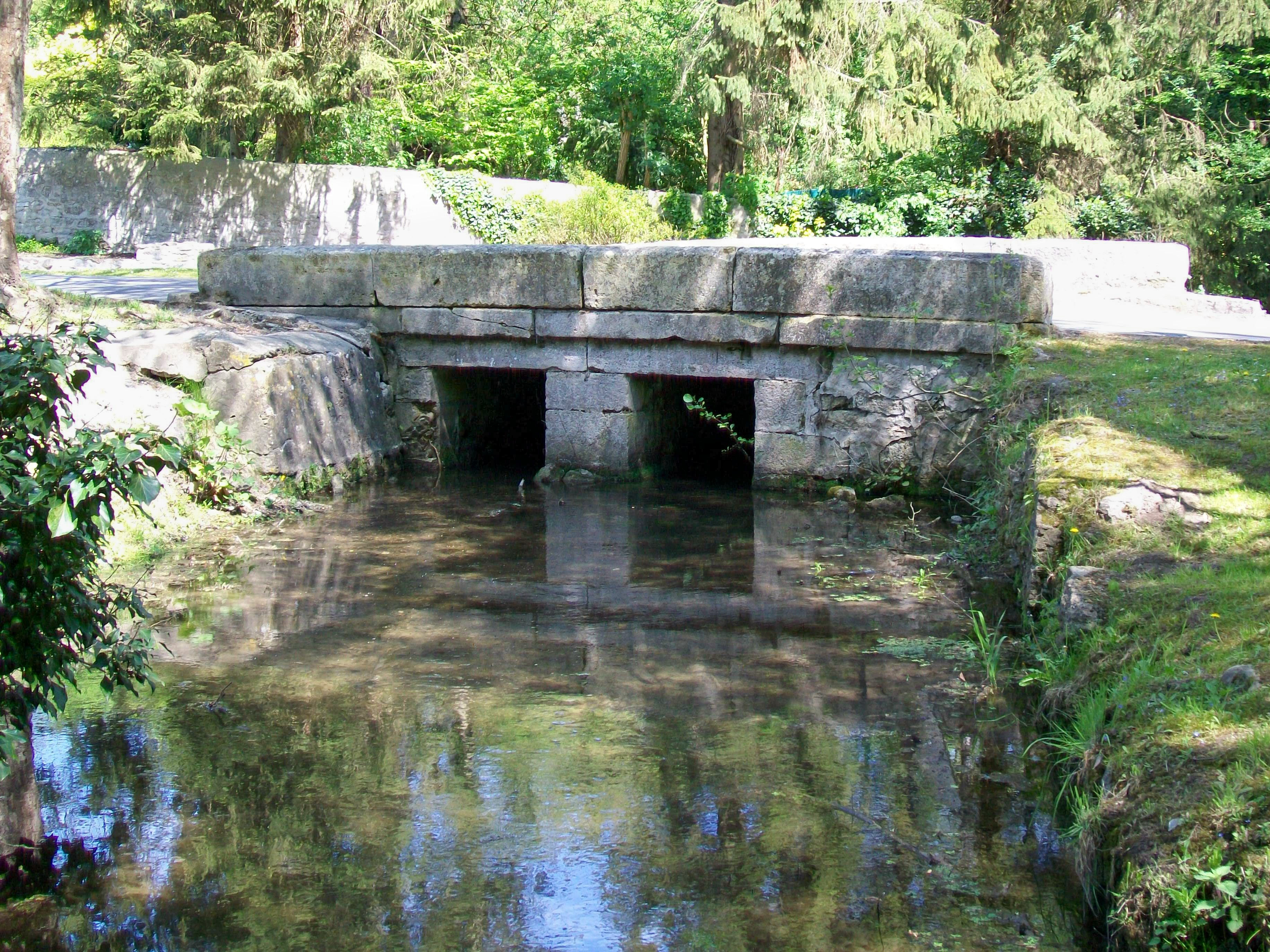
Vieux pont sur l'Aunette, en bas du village de Chamant.

- Vieux pont sur l'Aunette et abreuvoir, rue Alain-de-Rothschild : Le pont est de facture assez archaïque, consistant à sa base de deux étroits passages couverts de dalles de pierre. L'abreuvoir au nord-est du pont prend la forme d'un gué unilatéral, permettant aux animaux de descendre boire dans la rivière.
- L'ancien presbytère de Chamant, rue de la Baronne-Leonino, à l'ouest de l'église : La tourelle d'escalier au centre de la façade sud date de la fin du XVe siècle, et le presbytère a été agrandi de deux ailes au XVIIIe siècle. Depuis la suppression de la cure de Chamant, la commune utilise la maison comme logement de fonction pour le garde champêtre ou la secrétaire de la mairie[60].
- Le puits public de Balagny-sur-Aunette, place Jean-Baptise-Moquet : Petit bâtiment carré au toit en bâtière, abritant le puits derrière une portière en bois. Le mécanisme était actionné par une roue métallique montée à l'extérieur, à gauche.
- La ferme de Balagny-sur-Aunette, Grande Rue, à l'ouest de la place : Les façades sur la rue sont particulièrement austères et sans grand intérêt, mais l'on peut apercevoir de loin une haute et étroite tour du XIIIe siècle. Elle est placée dans un angle des bâtiments et de forme octogonale jusqu'au premier étage, puis rond jusqu'au sommet[61].
- La Cour Lalouette à Balagny-sur-Aunette, place Jean-Baptiste-Moquet : Cette ferme possède un pigeonnier situé au-dessus du porche, donnant sur la place. Cet ancien corps de ferme était une dépendance de la ferme de Balagny : il s'agit d'une cour carrée.

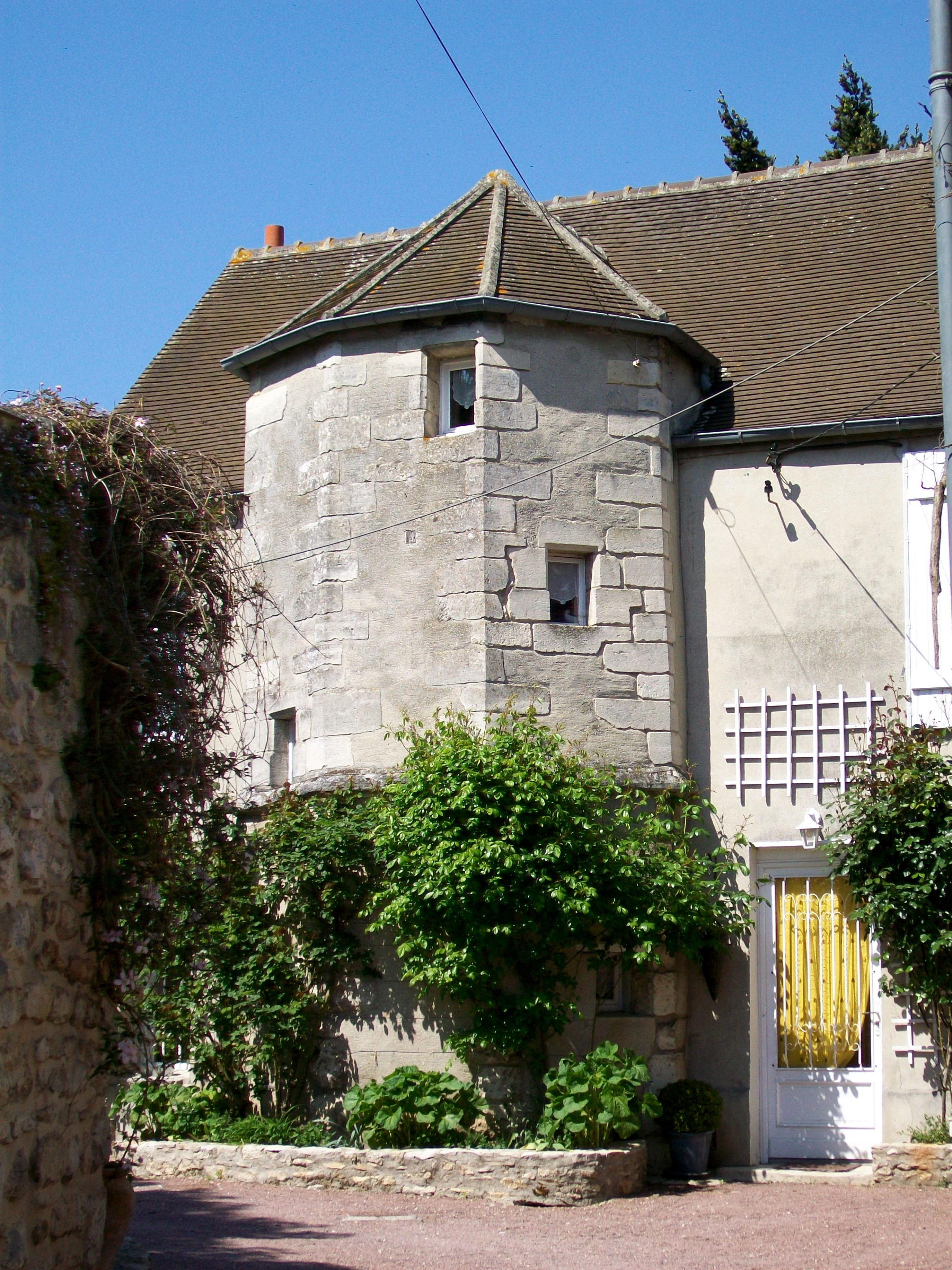
L'ancien presbytère de Chamant, à l'ouest de l'église.
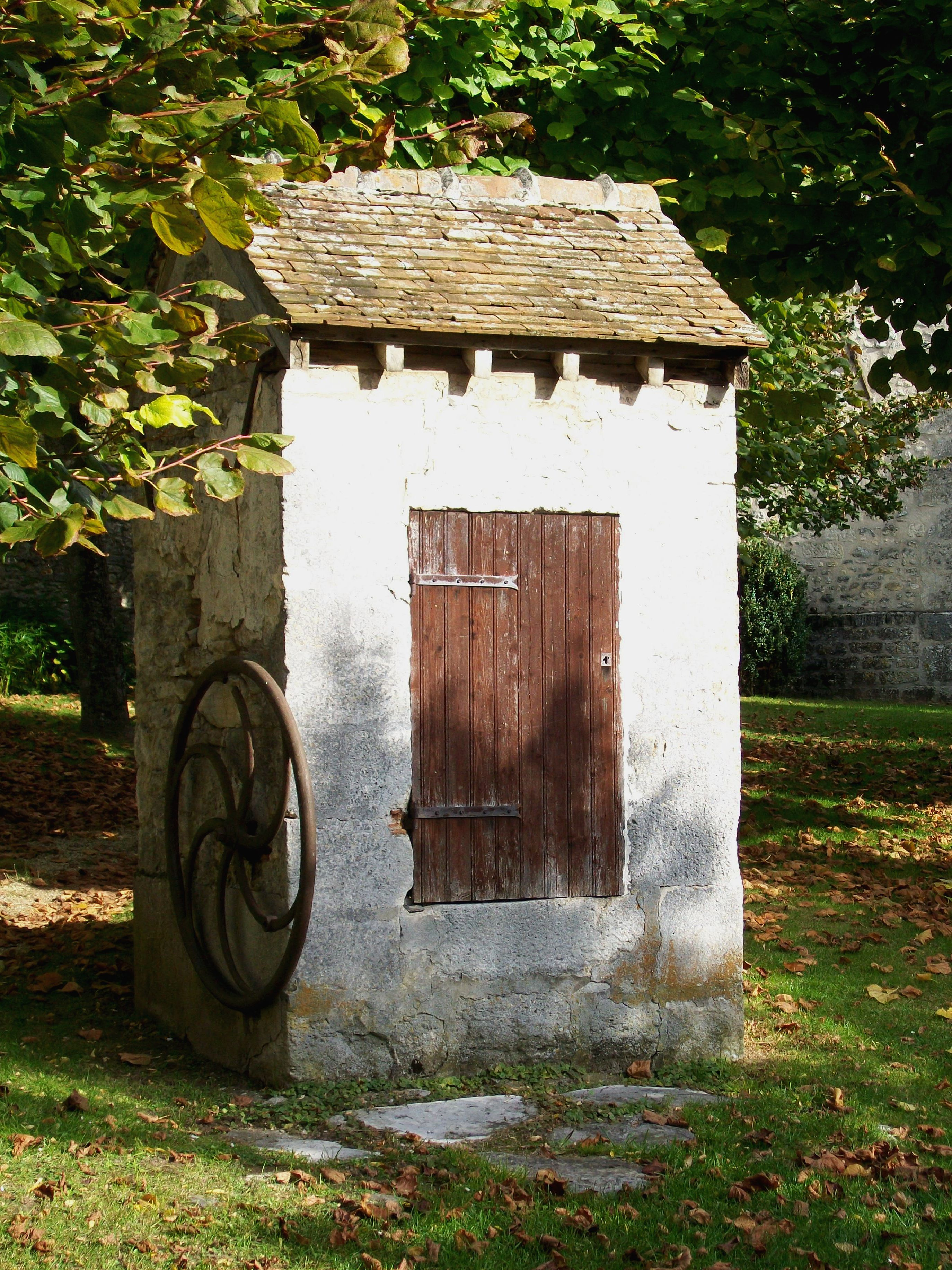
Le puits public du hameau de Balagny, sur la place.
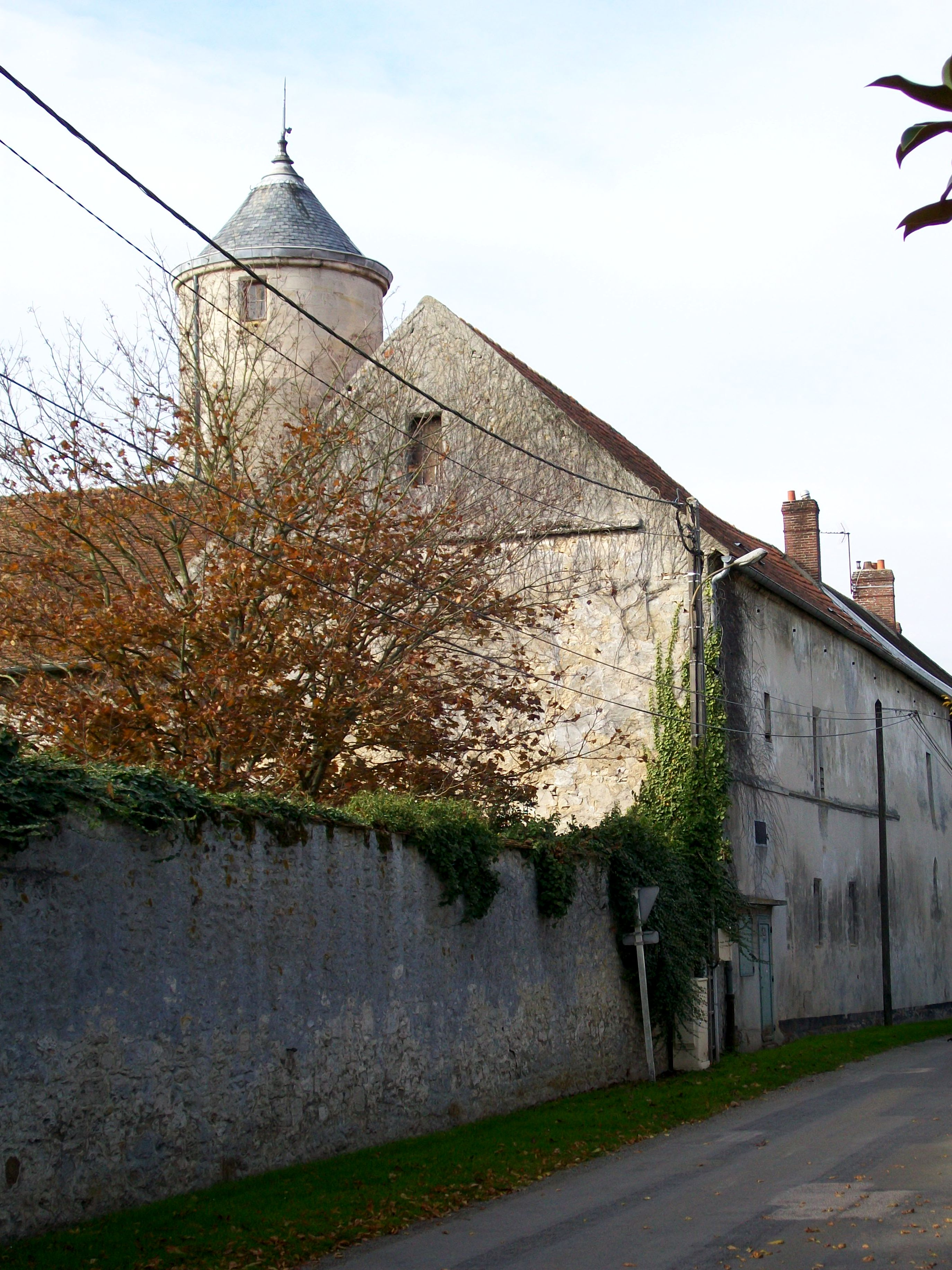
La ferme de Balagny avec sa tour du XIIIe siècle.
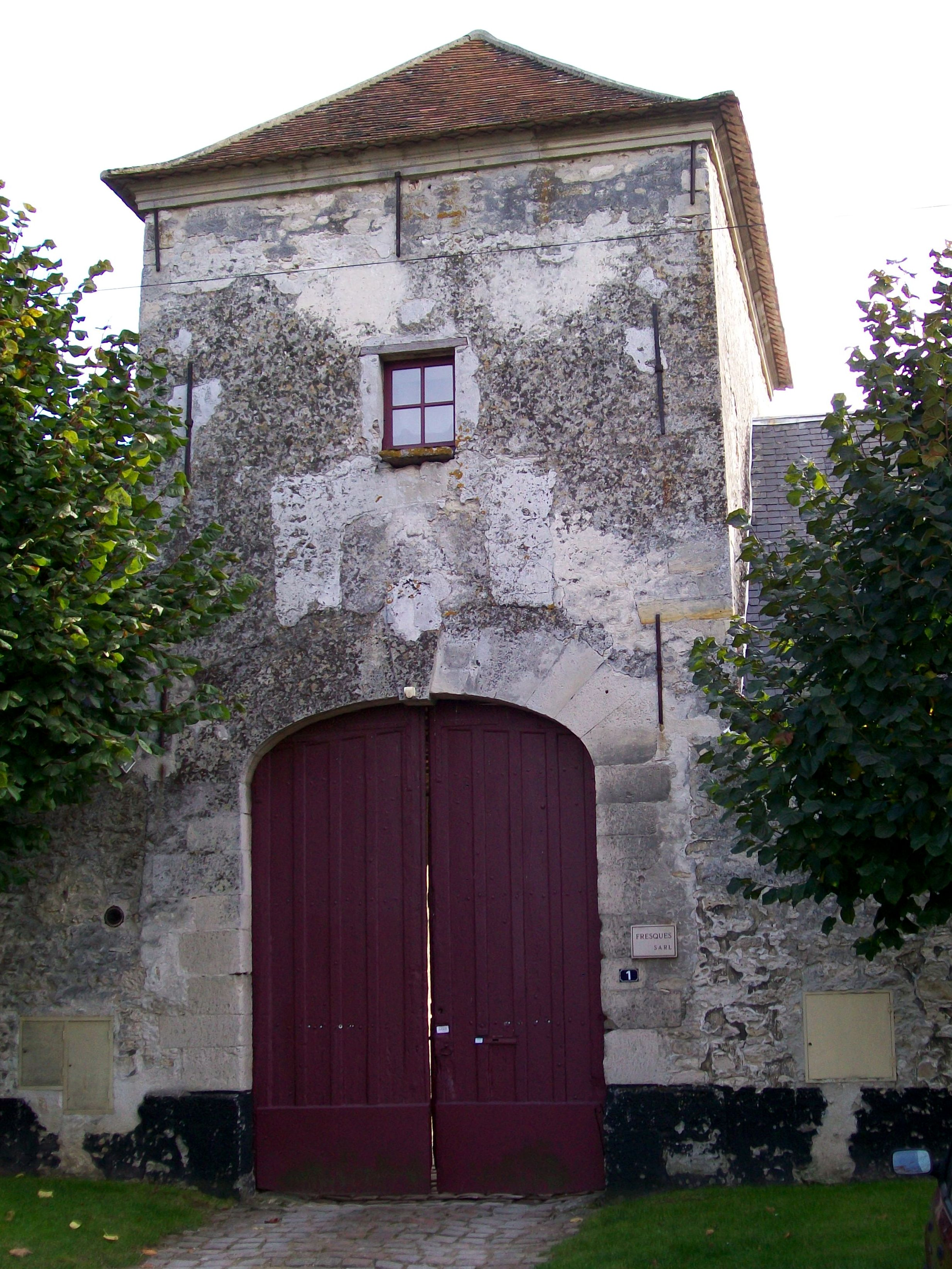
Pigeonnier de la Cour Lalouette à Balagny.

### Personnalités liées à la commune
- Charles de Blanchefort, évêque de Senlis de 1499 à 1515, a été curé de Chamant[1].
- Hugo de Groot, dit Grotius (1583-1645), humaniste, diplomate, avocat, théologien et juriste néerlandais, a rédigé son célèbre De Jure Belli ac Pacis (Le Droit de la guerre et de la paix) à Chamant[1],[62].

- Christine Boyer (1771-1800), première épouse de Lucien Bonaparte, a depuis 1869 son monument funéraire dans l'église Notre-Dame de Chamant.

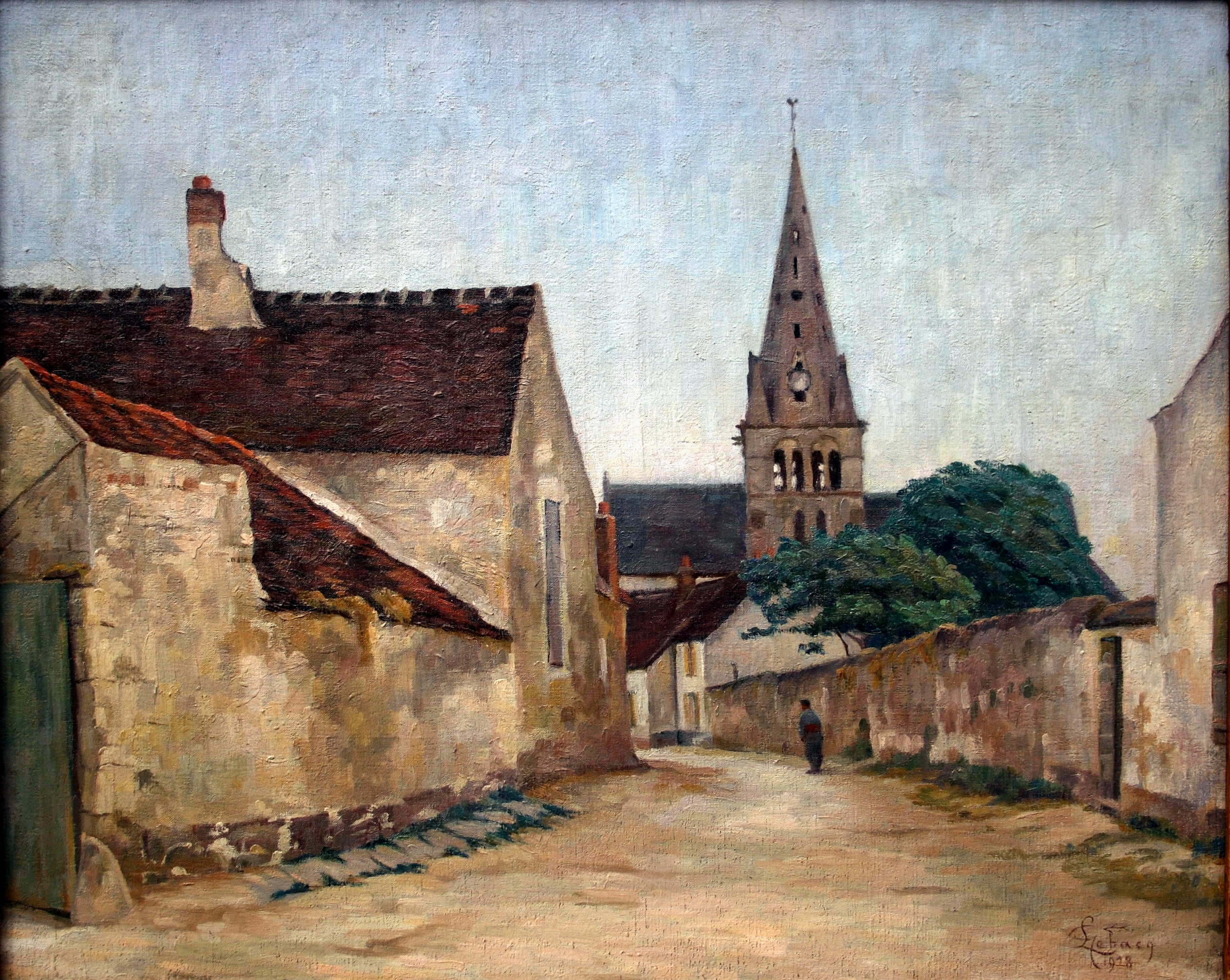
Georges-Émile Lebacq, 1928, Soir, Chamant (Oise)

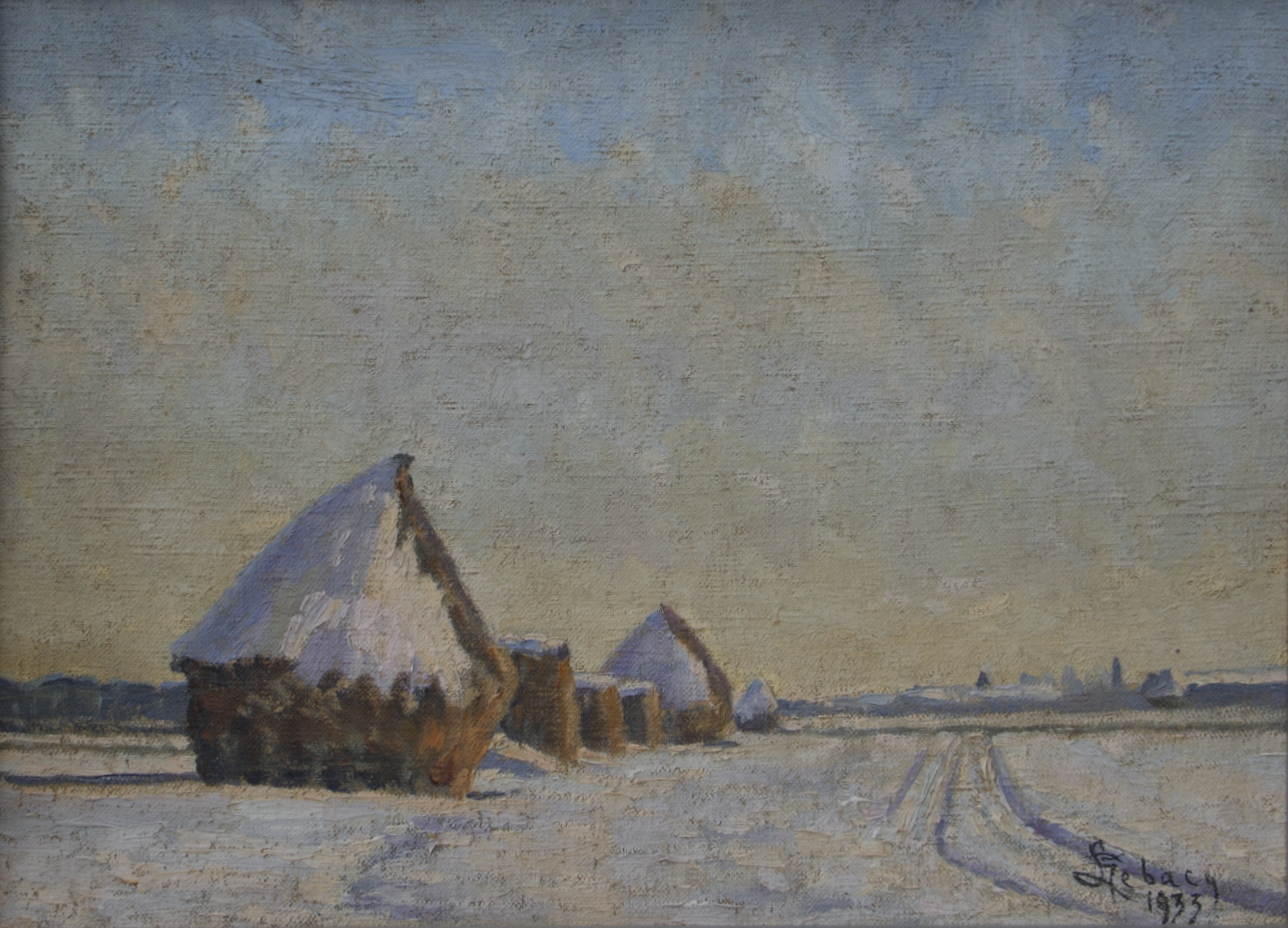
Georges-Émile Lebacq, 1933, Meules à Chamant en hiver

- Lucien Bonaparte (1775-1840), veuf de Christine Boyer, se remaria à Chamant le 3 vendémiaire an XII (26 septembre 1803) avec Alexandrine de Bleschamp, veuve du banquier Jean François Hippolyte Jouberthon.
- John-Langham Martin et Haydn-Llewelyn Morgan, respectivement pilote et navigateur d'un bombardier de la Royal Air Force (Squadron 464) chargés d'attaquer à basse altitude des routes, rails et aérodromes, se sont écrasés avec leur appareil à Chamant le 22 juin 1944[24].
- Georges-Émile Lebacq (1876-1950), peintre belge impressionniste et post-impressionniste vit à Chamant à partir de 1924 jusqu'à la Seconde Guerre mondiale. Il réalise de nombreux dessins, fusains, pastels et toiles de ce village et de ses alentours : Balagny, Ognon, Senlis. Certaines de ses œuvres sont au musée de la vénerie de Senlis.
- Charley Mills (1888-1972), entraineur de chevaux, installe son écurie à Chamant en 1953 jusqu'à sa mort en 1972[63]. Il est entre autres vainqueur du Prix d'Amérique de 1934 et l'entraineur de la championne Gélinotte, double gagnante de cette course.
- Alain de Rothschild (1910-1982), banquier français, président du Conseil représentatif des institutions juives de France (CRIF) de 1976 à 1982, habita à Chamant. Sa propriété appartient  à ses descendants.
- Sacha Distel (1933-2004), guitariste de jazz, compositeur et chanteur français, habite de nombreuses années à Chamant avec son épouse Francine (née Francine Bréaud).

### Chamant dans les arts et la littérature
- Le roman L'Évadé de l'an II, de Philippe Ébly, se déroule notamment dans cette commune.